# チェルケス人
チェルケス人（チェルケスじん、アディゲ語およびカバルド語: Адыгэхэр, ラテン文字転写: Adygekher）は、歴史的チェルケス地方（チェルケシア）を故地とする、北西コーカサス語族のチェルケス語を母語とする民族である。

## 概要
19世紀にロシア帝国の侵略(コーカサス戦争)によって、多くのチェルケス人が故郷を失った。特に1864年のロシア・チェルケス戦争の後の流出が激しかった。最狭義には、「チェルケス人」はアディゲ人(チェルケス語：Адыгэ, Adyge)の12の氏族を表す。
- アブザク人
- ベスレネイ人
- ブジェドゥグ人
- ハトゥクワイ人
- カバルド人
- マムヘグ人
- ナトゥカジュ人
- シャプスグ人
- チェミルゴイ人
- ウビフ人
- イェゲルクワイ人
- ジャネイ人[21]

国旗の12の星はこの氏族を表す。しかし、ソ連は同じ民族を4つの行政区画に分断した上で、
- アディゲ共和国のアディゲ人→アディゲ人
- カラチャイ・チェルケス共和国のアディゲ人→チェルケス人
- カバルダ・バルカル共和国のアディゲ人→カバルド人
- クラスノダール地方のアディゲ人→シャプスグ人

と一方的に民族名を押し付けた。
チェルケス人のほとんどがイスラム教スンニ派である。チェルケス人は北西コーカサス語族に属するチェルケス語を話し、方言は主に3つに分かれる 。約80万人のチェルケス人が歴史的チェルケス地方（現在のアディゲ共和国・カラチャイ・チェルケス共和国・カバルダ・バルカル共和国・クラスノダール地方の南半分・スタヴロポリ地方南西部）に暮らす。2010年の国勢調査では、本来のチェルケス人は71万8727人だった。内訳は、カバルド人が51万6826人、アディゲ人が12万4835人、狭義のチェルケス人が7万3184人、シャプスグ人が3882人だった。
代表なき国家民族機構は、1990年代初頭時点で、世界50ヶ国に370万人の「民族的チェルケス人」が離散していると推定した。
これは、チェルケス人は7人中6人が故郷を離れた事を意味する。トルコに200万人、レバントおよびメソポタミアに30万人、西欧及びアメリカに5万人が暮らす。

## 名称
チェルケス人は自らを「アディゲ人」と呼ぶ。これは「海岸近くの山岳民」を表す。

## 歴史

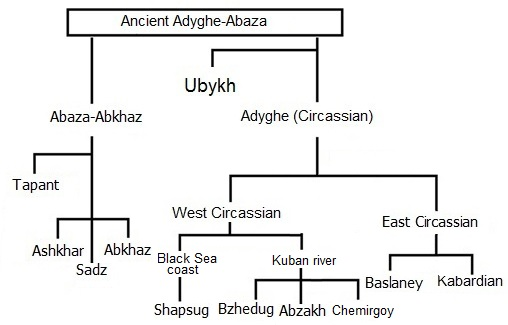
北西コーカサス語族

### 起源

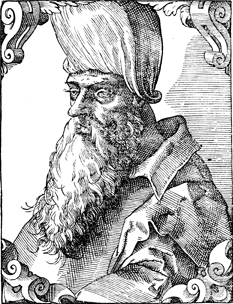
マムルーク朝の第25代及び最後の君主のアシュラフ・トゥーマーンバーイ(在位：1516年 - 1517年)。アディゲ人である。

遺伝的には、アディゲ人は近隣のコーカサス人と部分的に同じ祖先を持つ。アディゲ語・カバルド語・ウビフ語を含むチェルケス語は、古代北西コーカサス語族の一員である。

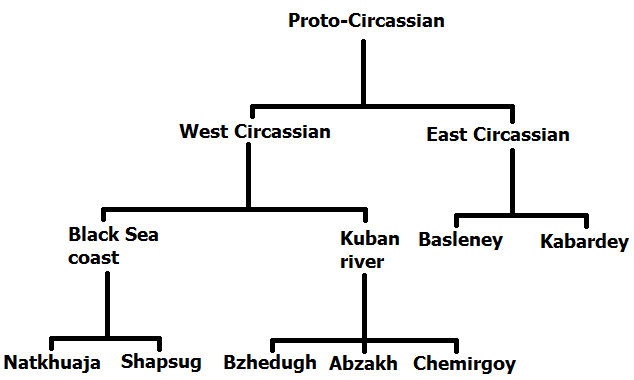
チェルケス語の方言の関係図

紀元前400年頃、アディゲ王国が建国された。

### 中世
3世紀から5世紀にかけて、ギリシャや東ローマ帝国の影響を受けて、キリスト教がコーカサスに広まった。チェルケス人はキリスト教を国教として受け入れたが、彼ら固有の宗教も放棄しなかった。
400年頃から、異民族に何度も侵略されるようになる。最初に中央アジアのステップ出身のブルガール人が侵入した。
632年、ブルガール人はファナゴリアに首都を置き、現在のウクライナ南部に大ブルガリアを建国した。
668年、ハザールの圧力を受け大ブルガリアが滅亡し、ハザール・ハン国が建国された。
1000年頃、ハザール・ハン国の滅亡に伴って、アディゲ人はアラニア王国を建国した。
10世紀 - 13世紀、ジョージアの影響を受けた。
15世紀後半、クリミア・タタール人とオスマン帝国の影響を受けて、チェルケス人の一部がイスラム教を受け入れ始める。彼らはマムルークとなり、カイロのマムルーク朝(1250年 - 1517年)に仕え、スルタンまで上り詰めた者もいた。エジプトでは1950年にナセルが大統領になるまで、アディゲ人がエリート層を成していた。

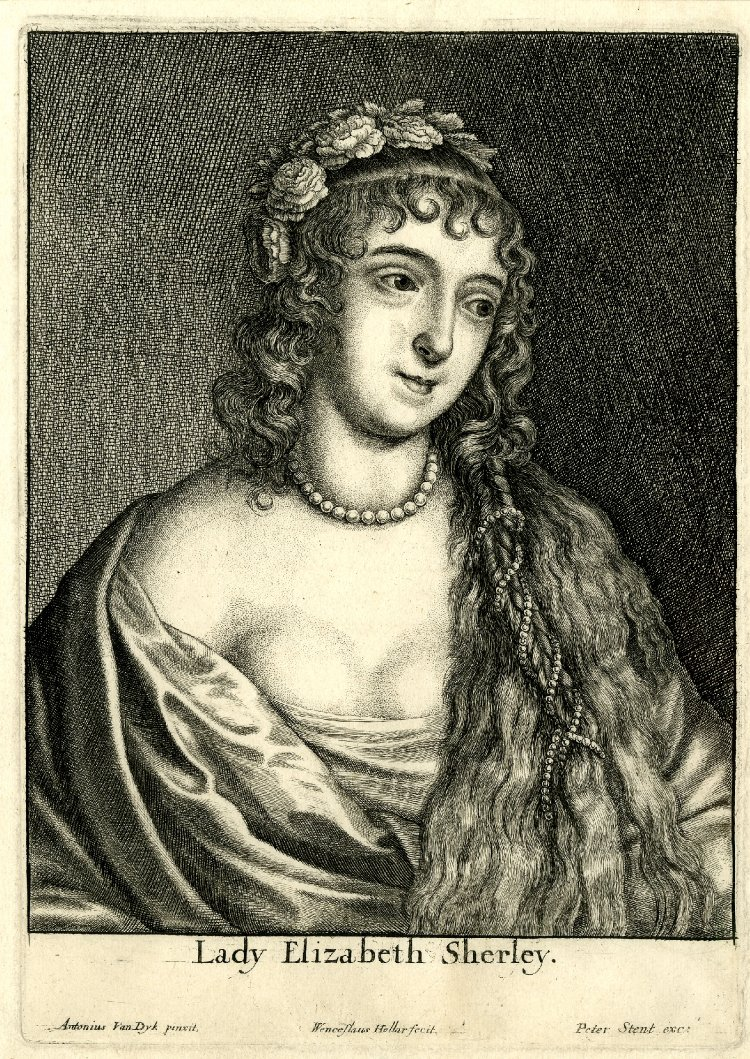
テレジア・サンプソニア

17世紀にはチェルケス人の多くがイスラム教に改宗した。
ペルシアのサファヴィー朝やガージャール朝に多くのチェルケス人が移住し、ハレムの特権を得て「グラム」と呼ばれる上流兵士となったり、様々な仕事に従事した。アッバース2世やスレイマン1世を始め、サファヴィー朝の貴族やエリートの多くがチェルケス人の子孫だった。イランへの移住は20世紀まで続き、多くが現地社会に溶け込んだ一方で、テヘランやタブリーズ、ギーラーン州、マーザンダラーン州ではチェルケス人社会が未だに存在する。1800年 - 1909年の間に、オスマン帝国にチェルケス人を中心とする約20万人の奴隷が輸出されたと見積もられている。チェルケス美人は側室として需要があった。

### ロシアのチェルケス侵略

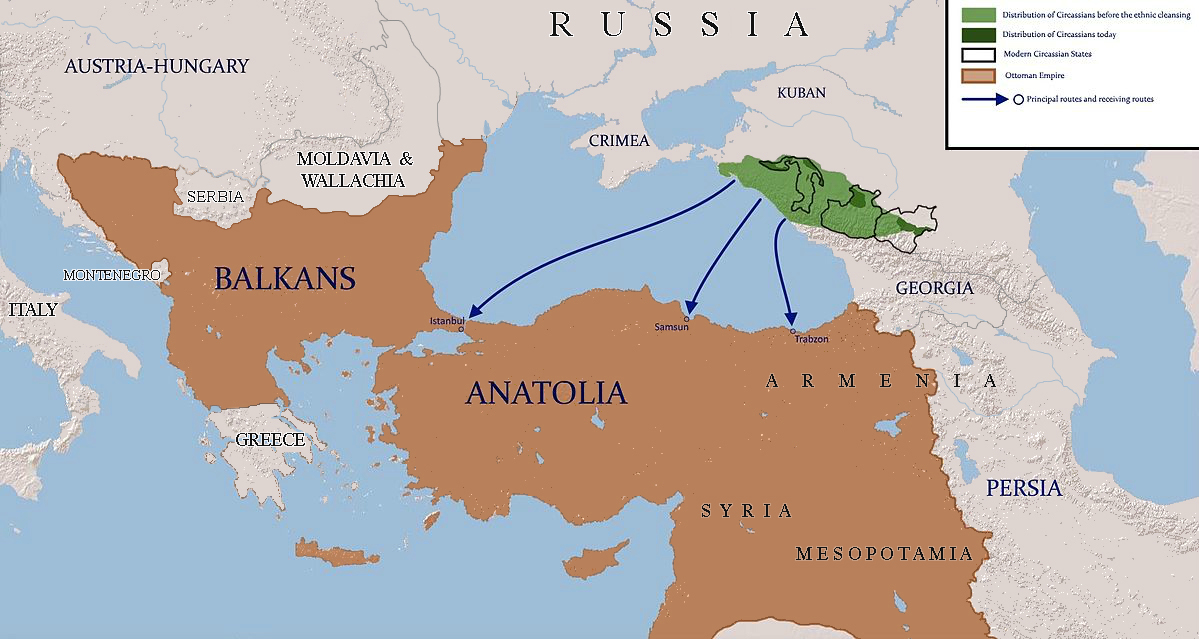
チェルケス人がオスマン帝国に避難する経路

18世紀後半 - 19世紀中盤にかけて、アディゲ人はロシア帝国に対し何度も防衛戦争を行ったが、結局独立を失った。西欧ではアディゲ人への同情が高まったが、具体的な援助を受けられなかった。
ロシア・ペルシャ戦争 (1804年-1813年)とロシア・ペルシャ戦争 (1826年-1828年)の結果、ガージャール朝は現在のジョージア・アルメニア・ダゲスタン・アゼルバイジャンをロシア帝国に割譲し、ロシアは南コーカサスの大半を支配下に収めた。
1856年に終結したクリミア戦争後は、ロシアは更にコーカサスに圧力を加えた。
1859年、ロシア帝国はシャミールを北コーカサス東部で倒してのち、関心と戦力を北コーカサス西部のチェルケシアに向けた。
1864年6月2日、アディゲ軍の敗北を受けて、アディゲ人指導者はロシアに降伏した。
2011年5月20日にジョージア議会は、19世紀のロシア帝国のチェルケス人虐殺を非難する決議を95対0で可決した。
ロシア支配下の他の少数民族と同様に、国境地帯に住むアディゲ人は強制移住させられた。ロシア南方の広い範囲を支配するオスマン帝国は、アディゲ人兵士を勇敢で経験豊富と考えており、国境地帯に住まわせ防衛力を高めた。

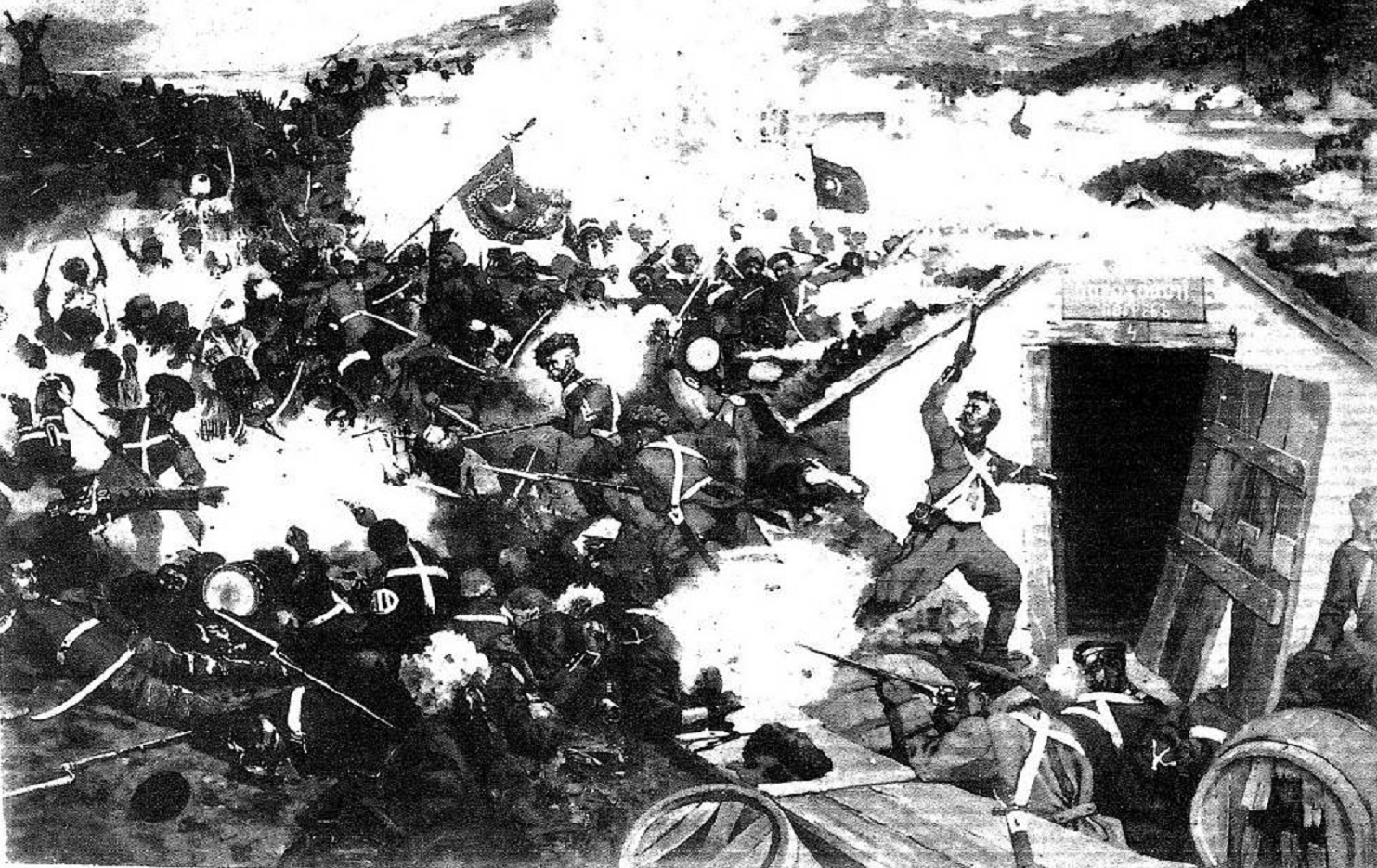
1840年3月22日、チェルケス海岸（英語版）を侵略者から解放すべく、アディゲ人がシャプスグ人の村のロシア駐屯地を襲撃した。
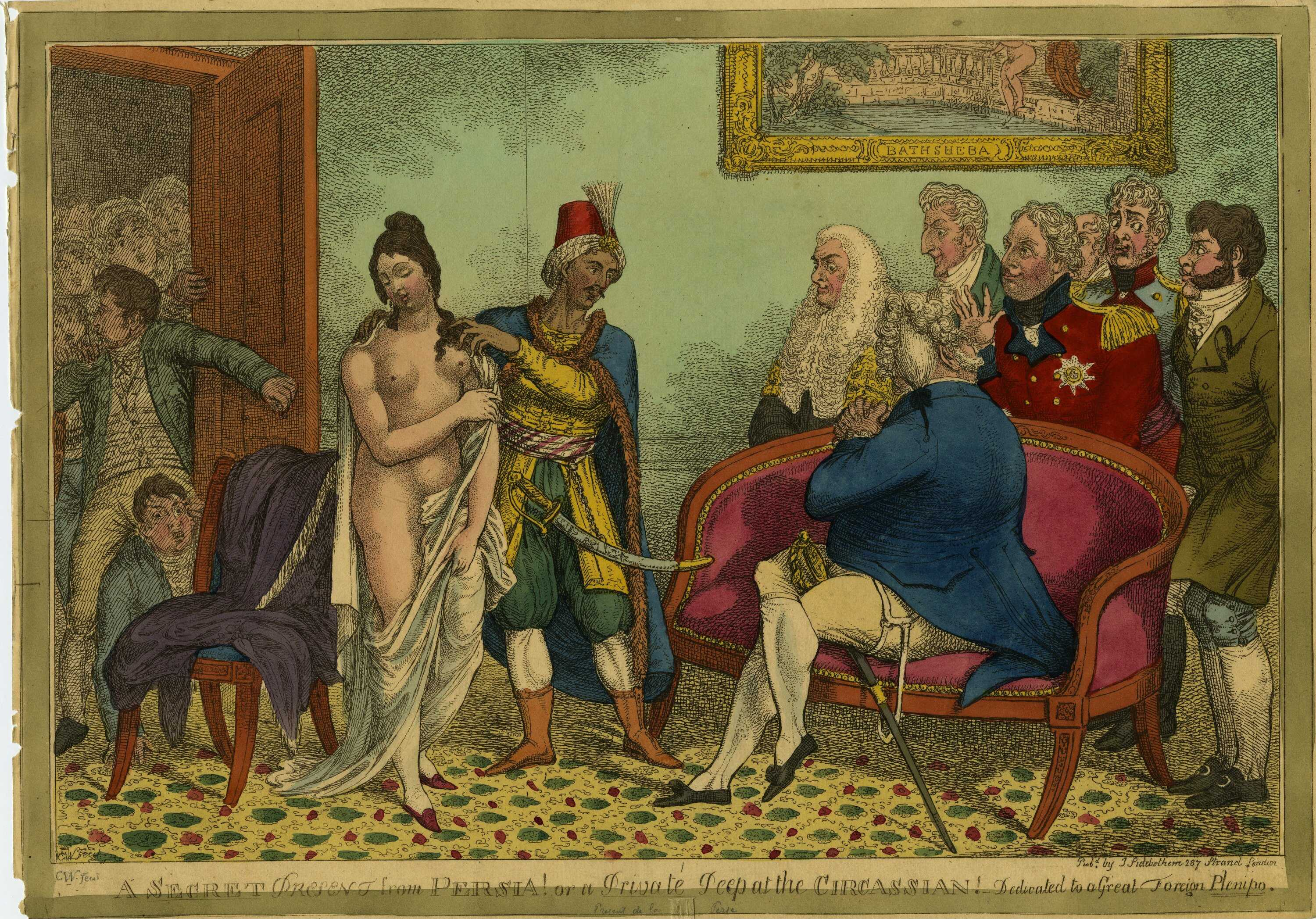
ロシアから逃亡したチェルケス人の少女がペルシャの首長に見せられる
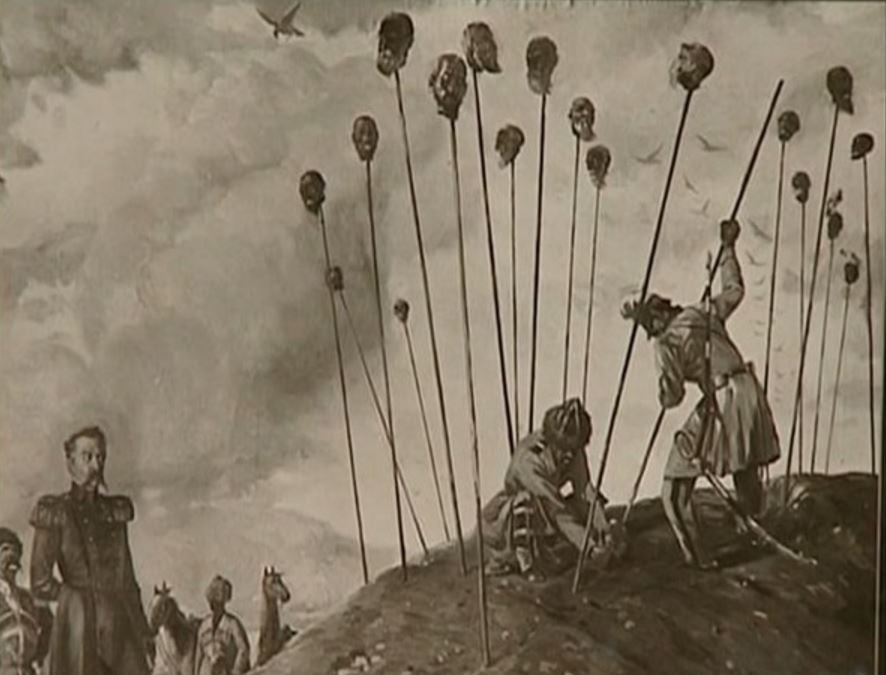
グリゴリー・ザス（英語版）将軍がチェルケス人を処刑する

### 祖国喪失後のチェルケス人

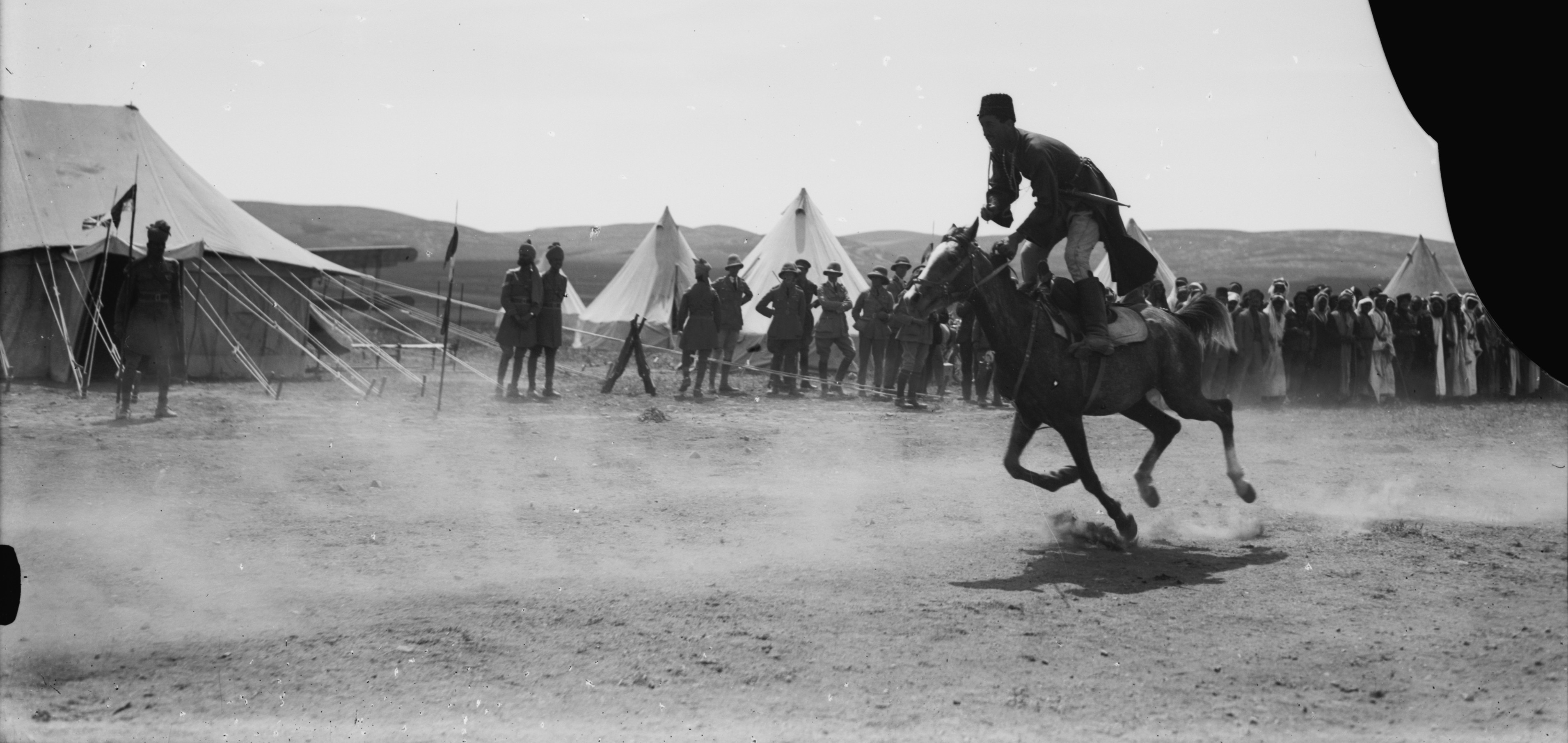
1921年4月、トランスヨルダン首長国のアディゲ人の馬術

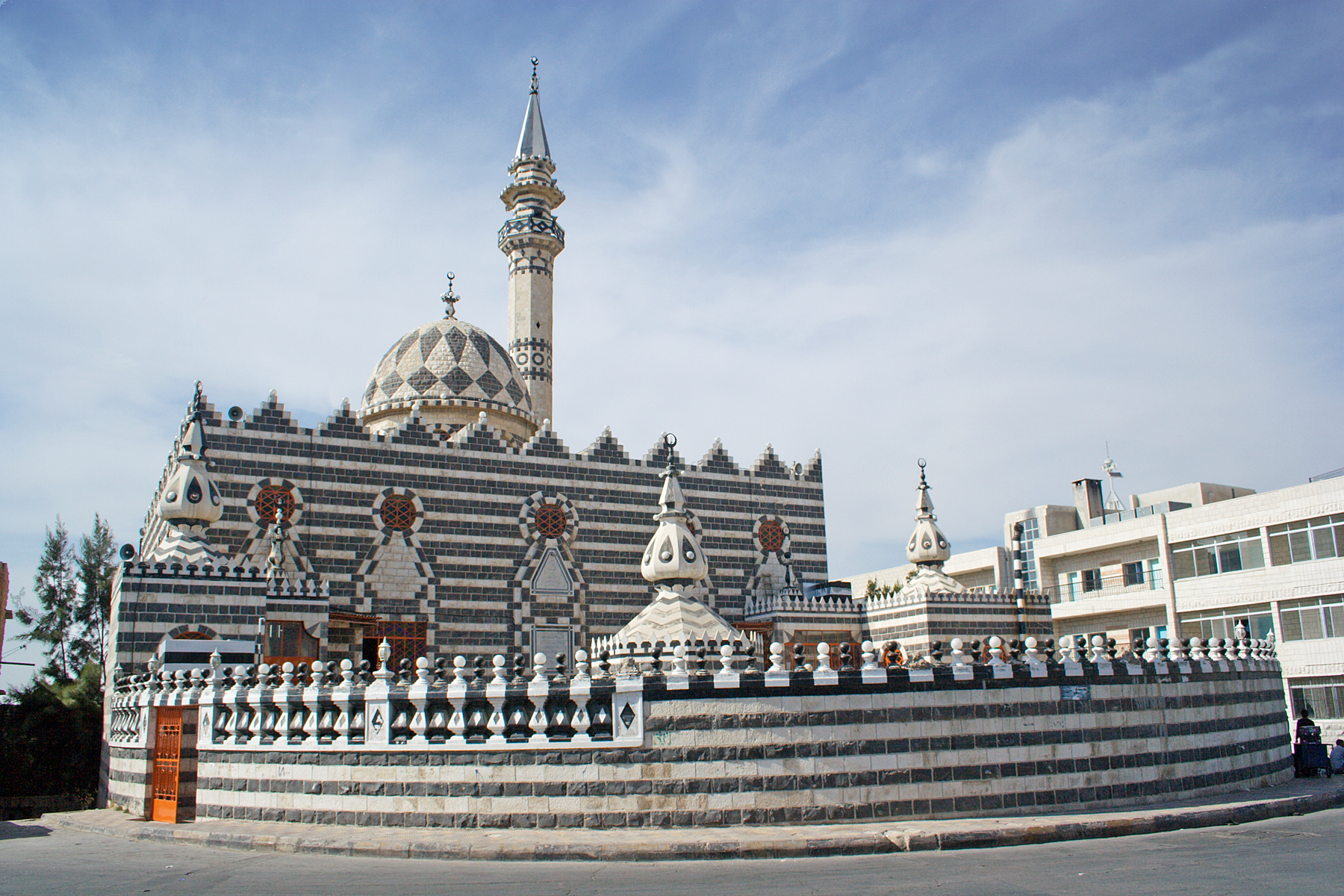
アブー・ダルウィーシュ・モスク。アンマン最古のものの1つ。

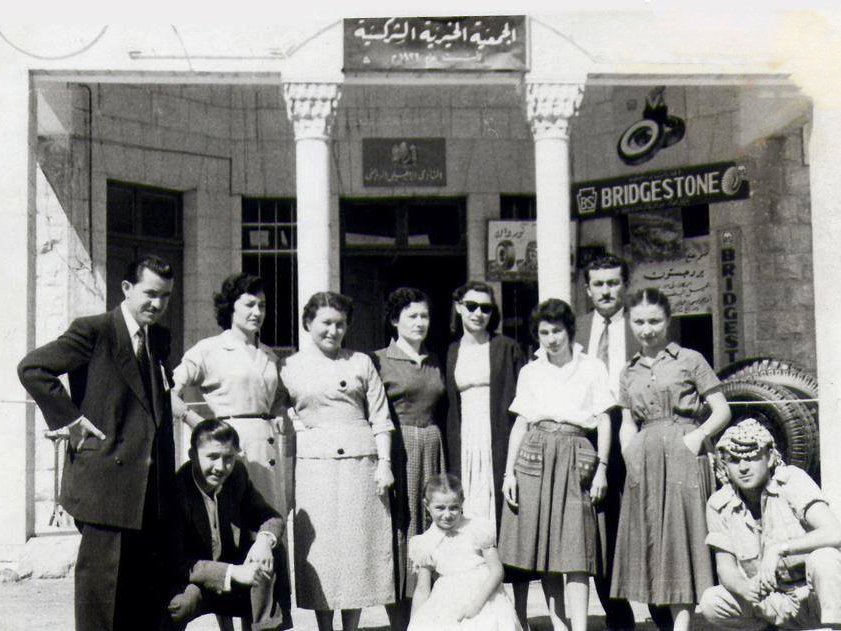
アンマンのチェルケス人慈善協会

- トルコ：世界最大のアディゲ人社会を有する。特に、黒海沿岸のサムスン、首都アンカラ近郊、中央内陸部のカイセリ、最大都市イスタンブール近郊に集中している。多くのアディゲ人がオスマン軍で戦い、1919年に始まったトルコ革命にも参加した。
- シリア：ほとんどがゴラン高原に移住した。1967年の第三次中東戦争以前は、約3万人のアディゲ人が主要民族となっていた。中心都市はクネイトラだった。現在は国内に5万人から10万人が暮らすと推定される[41]。
- 旧イギリス委任統治領パレスチナ（イスラエル）：最初にクファル・カマ（英語版）、レハニヤ（英語版）、ハデラの3都市に移住した。その後マラリアの流行によって、ハデラのアディゲ人社会は消滅した。イスラエル国防軍に務めるアディゲ人は、イスラム教スンナ派であっても愛国者と見做される[42][43][44]。
- ヨルダン：アディゲ人はヨルダンの人口の1–2%を占め、歴史上重要な役割を果たした[45][46]。首相をつとめたサイード・アル＝ムフティー（英語版）はアディゲ人である。各内閣に1人以上アディゲ人が含まれるのが一般的であり、王宮のハーシム家近衛兵もアディゲ人である。2010年には王立エディンバラ軍楽隊祭（英語版）にヨルダン代表で参加した[47][48]。スウェイレフ（英語版）と首都アンマンに大きなアディゲ人社会がある。
- イラク：チェルケシアから直接移住した第一波と、バルカン半島から再移住した第二波に分かれる。ほとんどが首都バグダードに暮らし、世帯数は約3万と記録がある。キルクークやディヤーラー県、ファルージャにも少人数が暮らす。複数の首相がチェルケス人を祖先に持つ。

## ソチ五輪論争

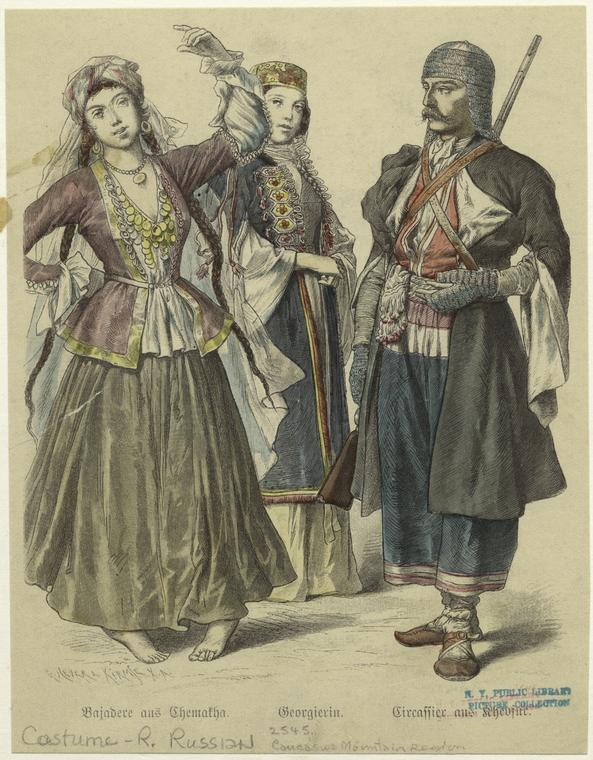
アディゲ人の伝統衣装

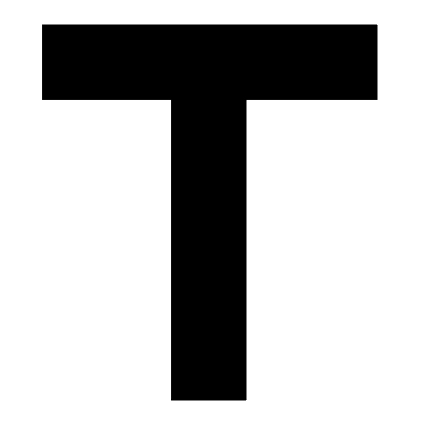
最高神のタを表す「十字鉄槌」

2014年にソチ五輪が開催されたソチは、かつてチェルケス人の首都だった。
この地域には1860年 - 1864年のロシア帝国の侵略により虐殺されたチェルケス人の集団墓地がある。

## 写真

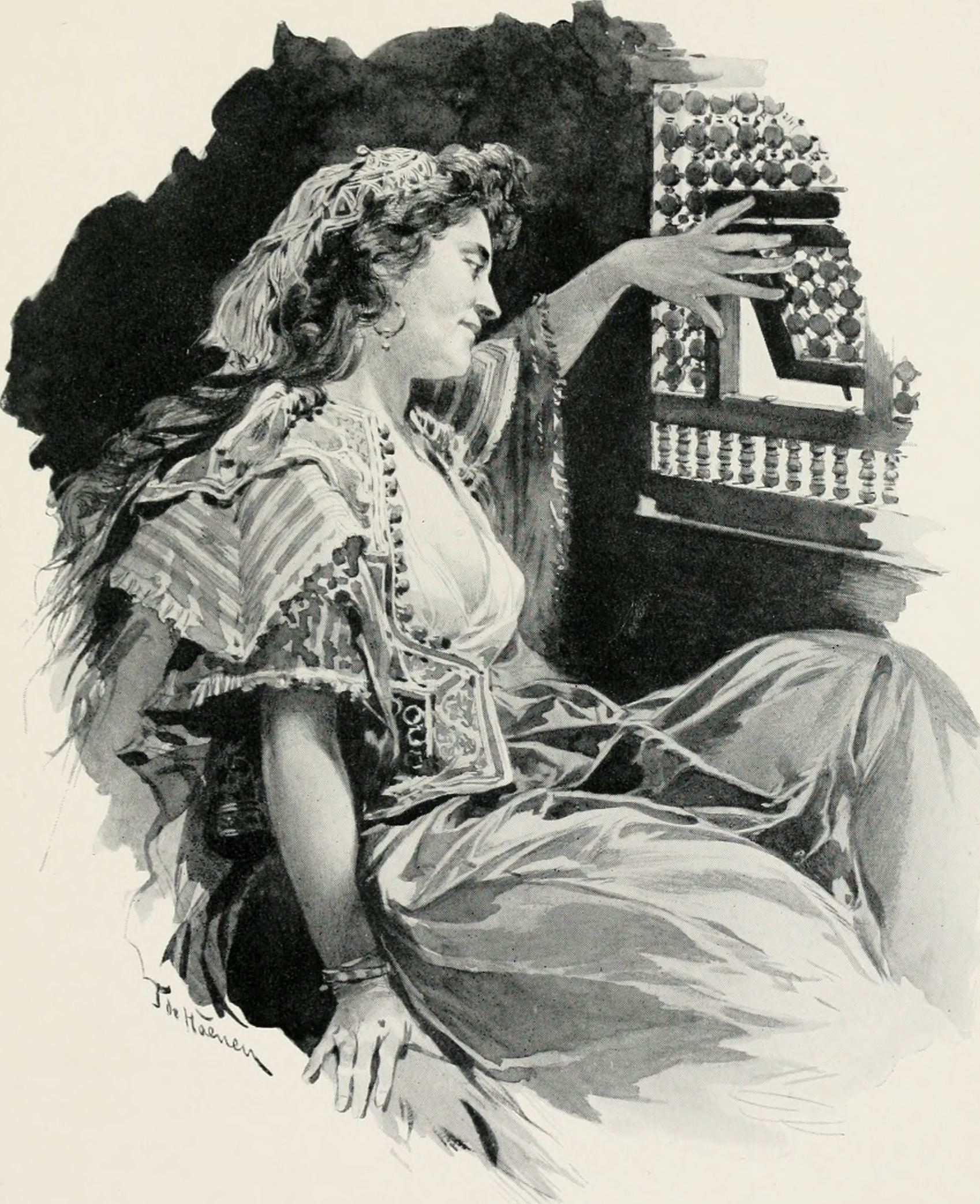
チェルケス人の女性
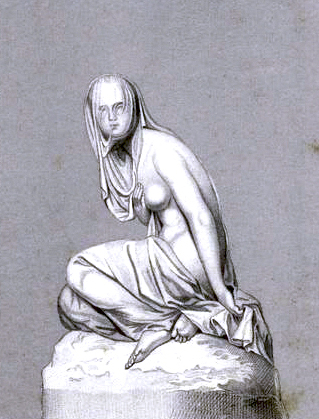
チェルケス人の奴隷
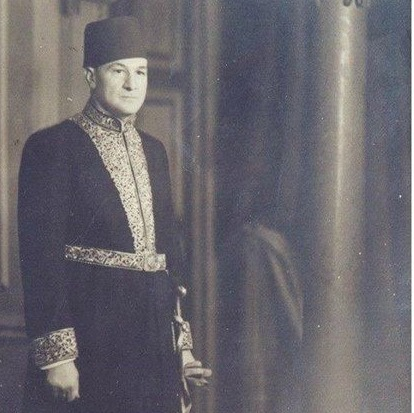
アジズ・パシャ
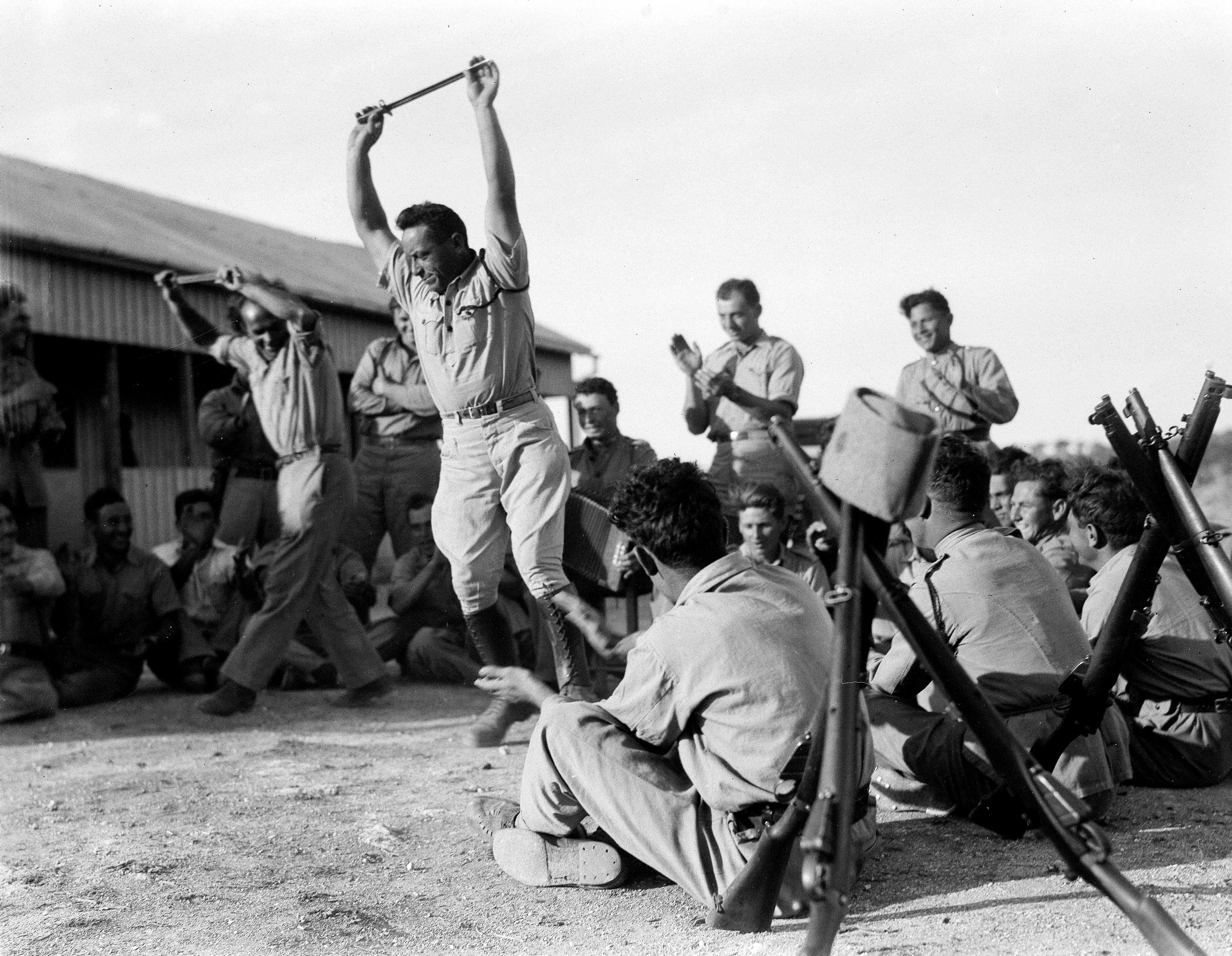
アディゲの伝統的な踊り
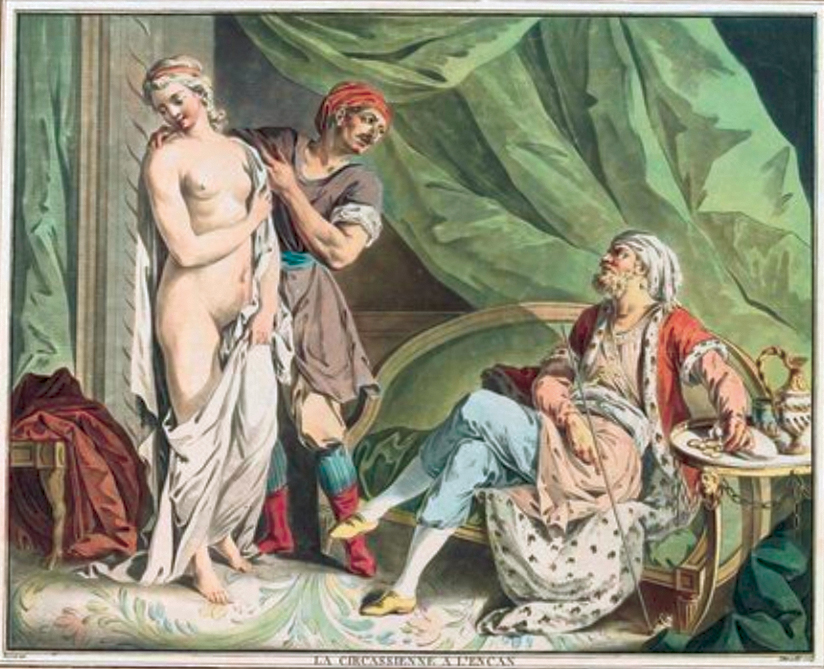
少女を売るチェルケス人、1785年の絵画
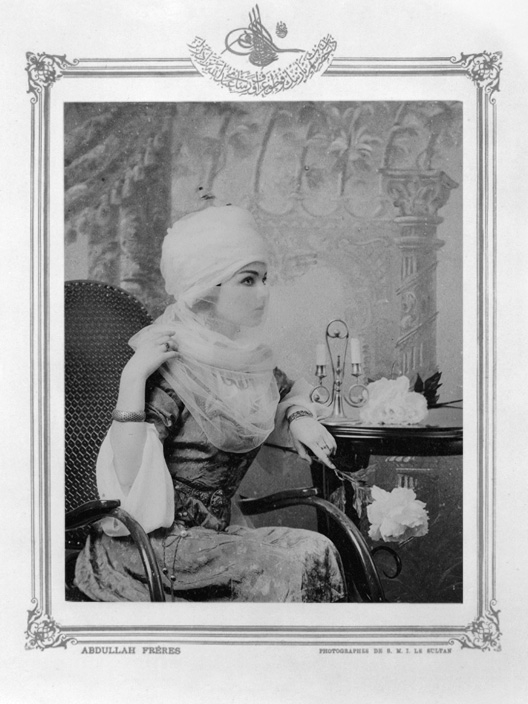
オスマン帝国のチェルケス人貴族女性
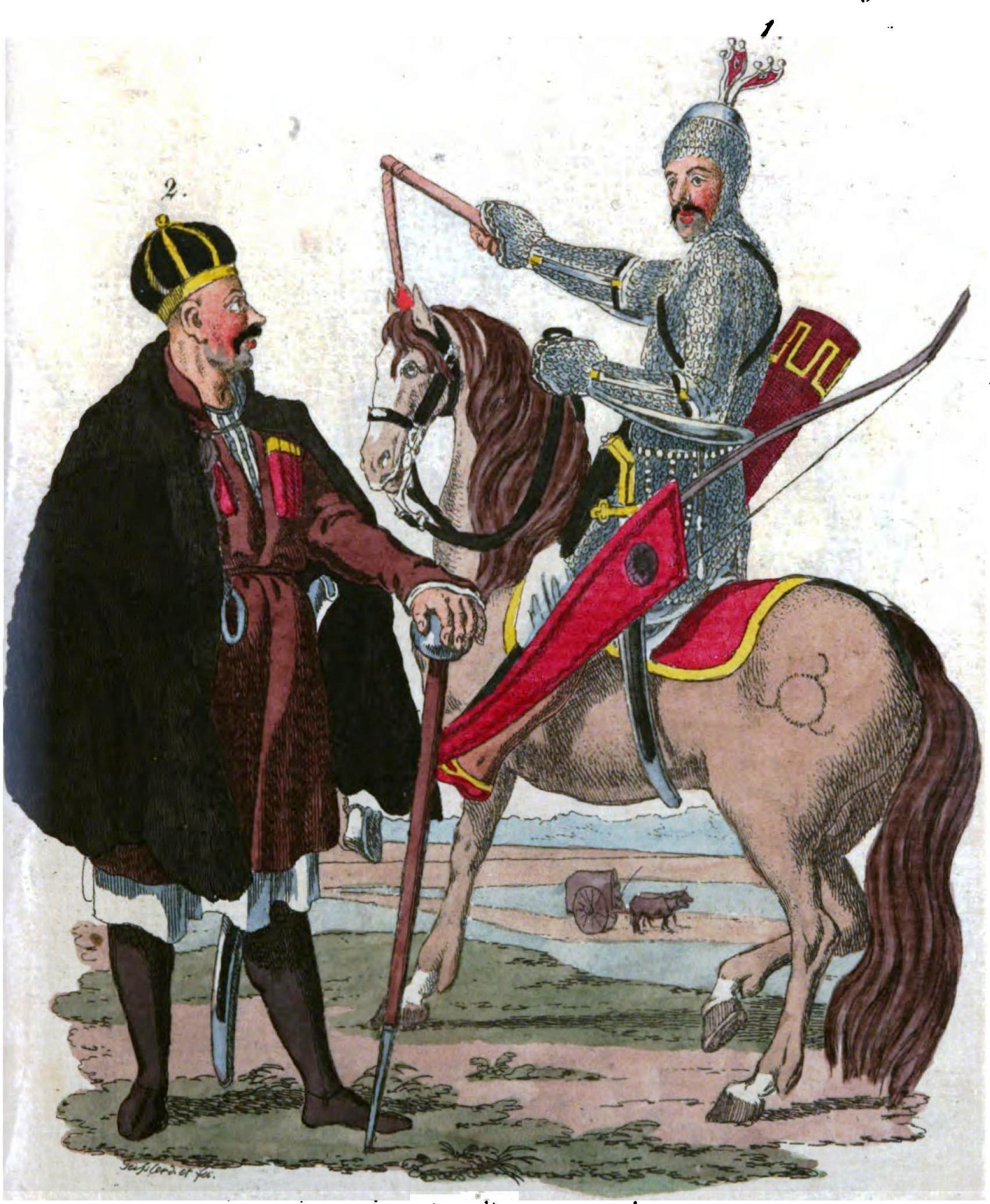
オスマン帝国軍のチェルケス人スィパーヒー
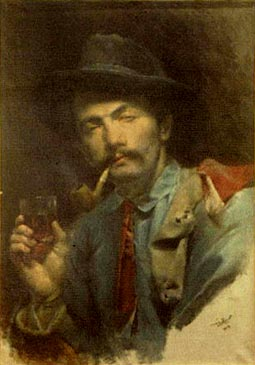
フセイン・アヴニ・リフィジ（英語版）
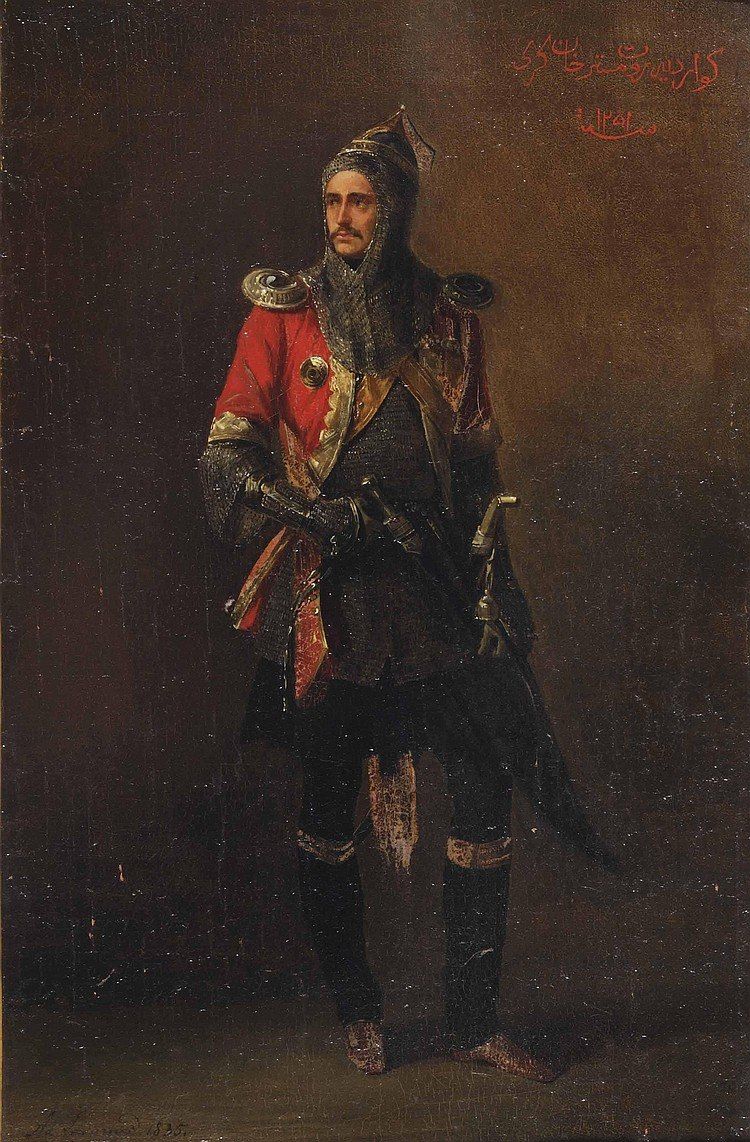
スルタン・カーン・ギライ（ロシア語版）
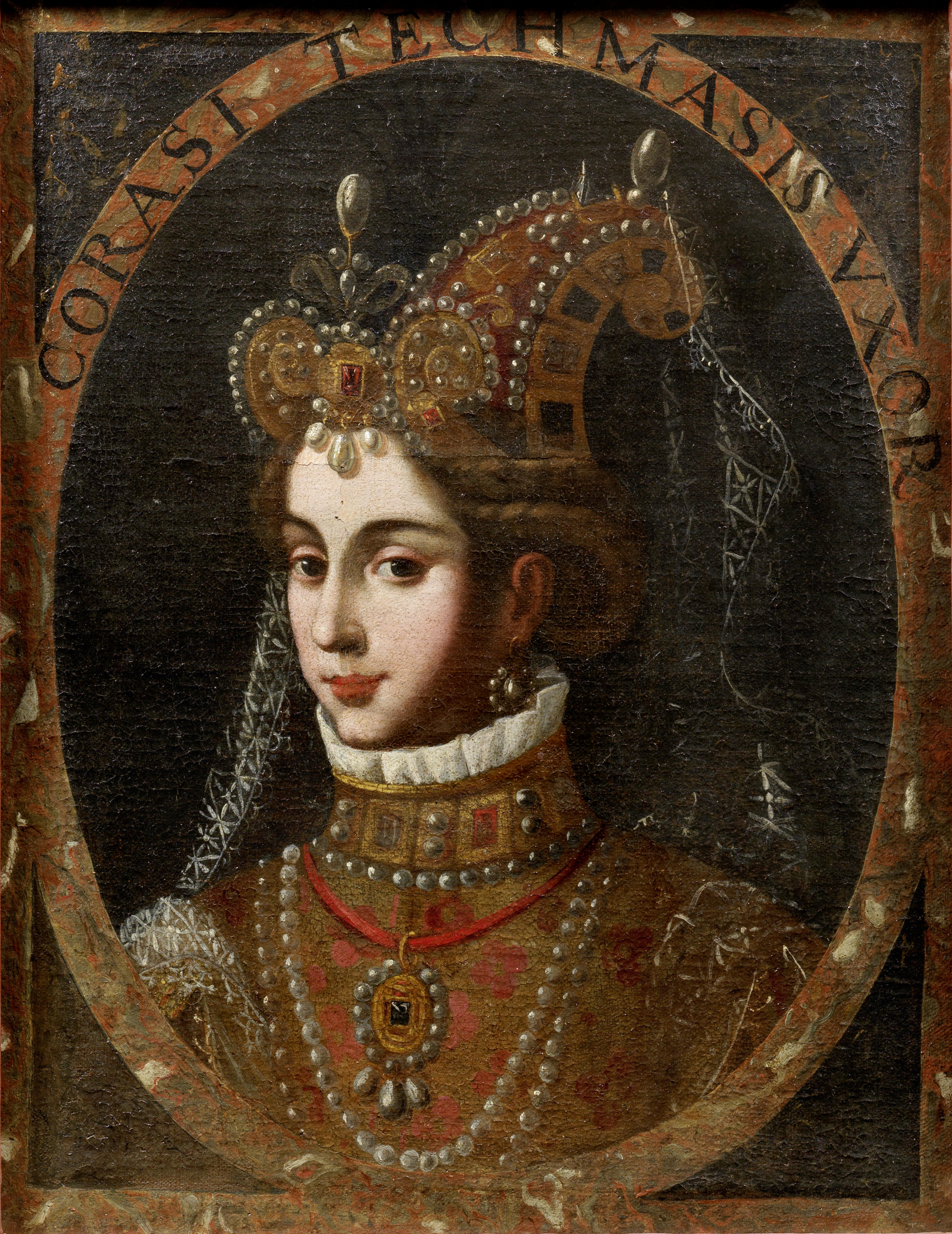
スルタンの妻チェルケスカ
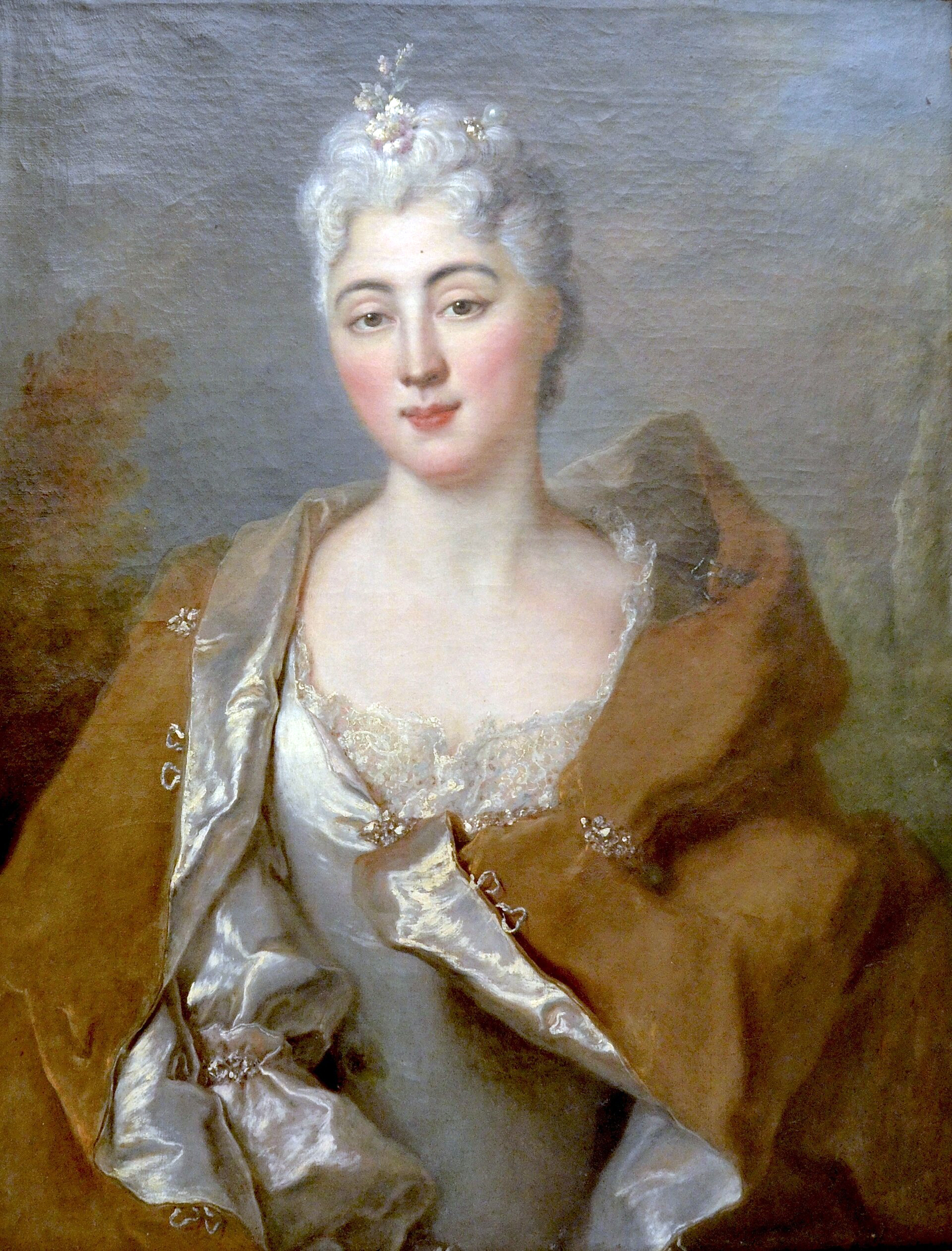
シャルロット・アイセ（フランス語版）
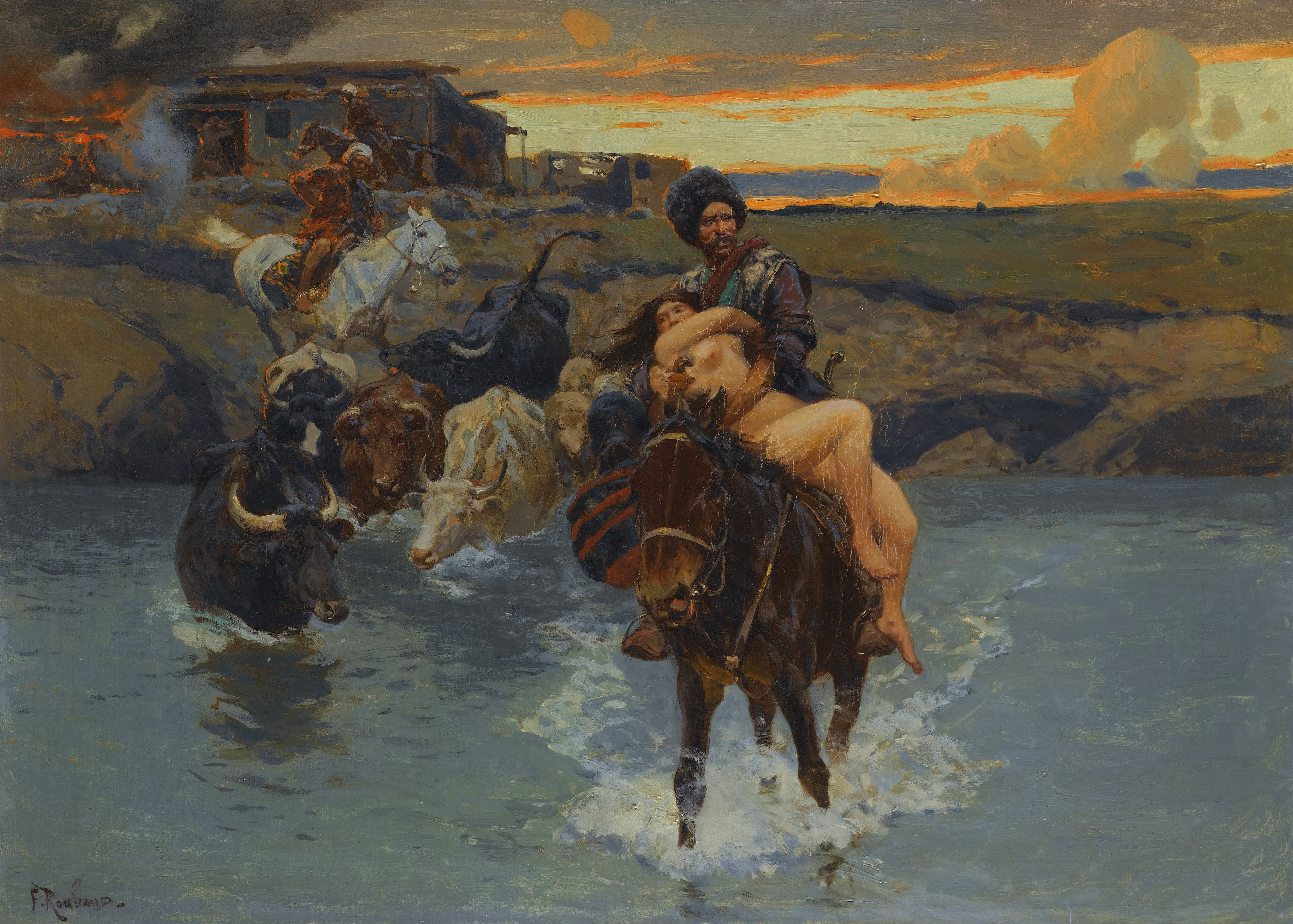
チェルケスの山賊が女性を盗んで奴隷にした
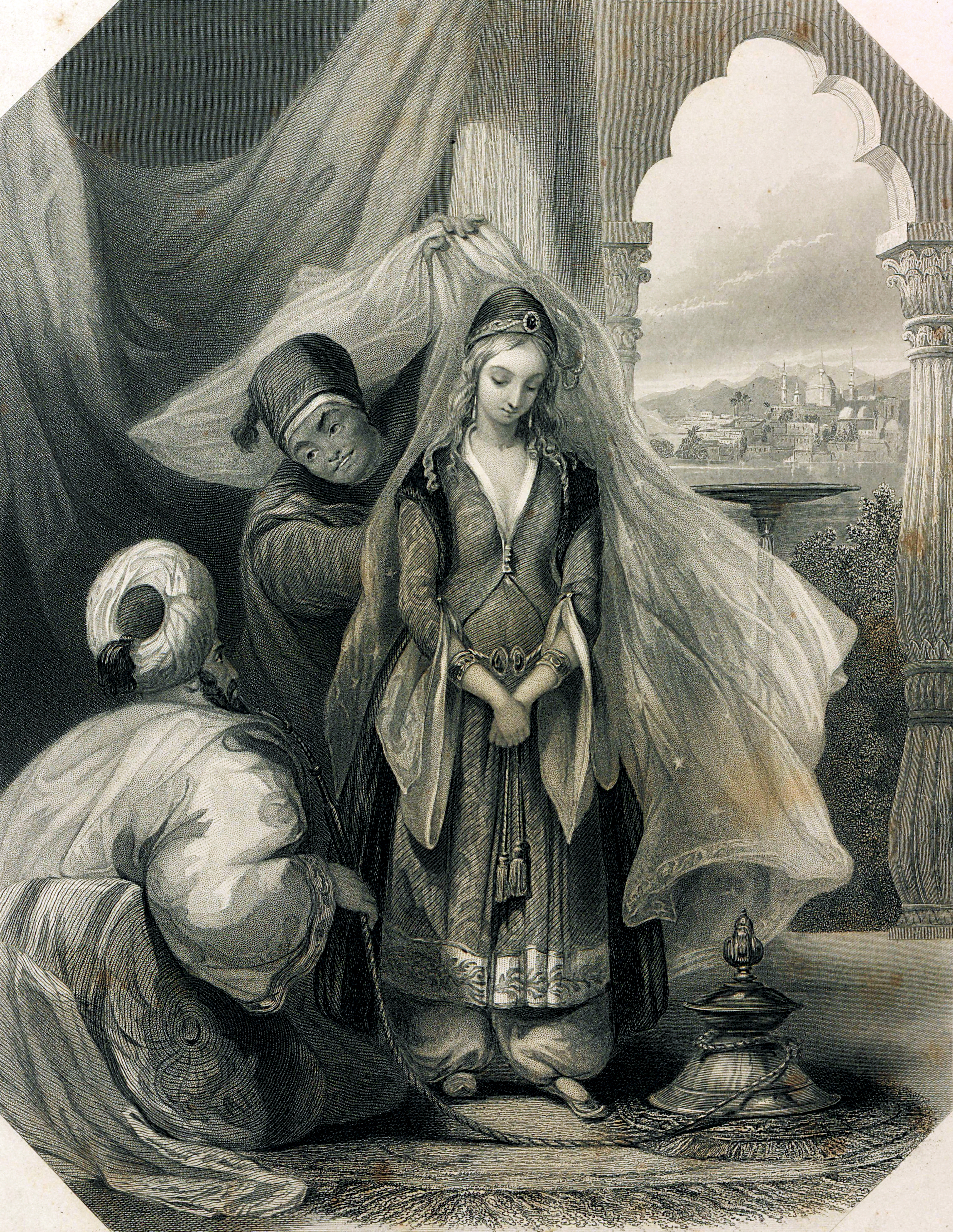
世界の衣装、1866年
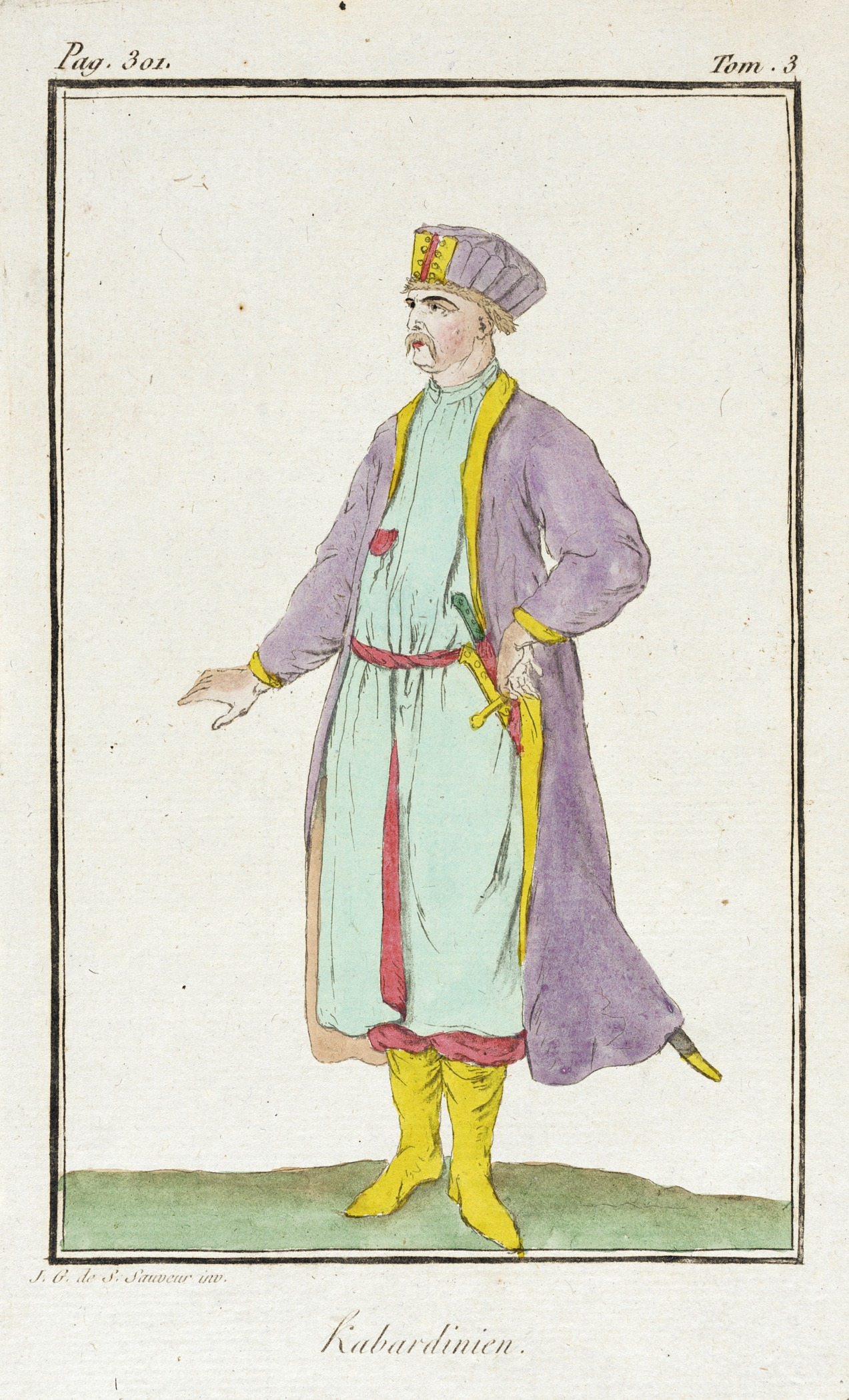
カバルド地方のアディゲ人
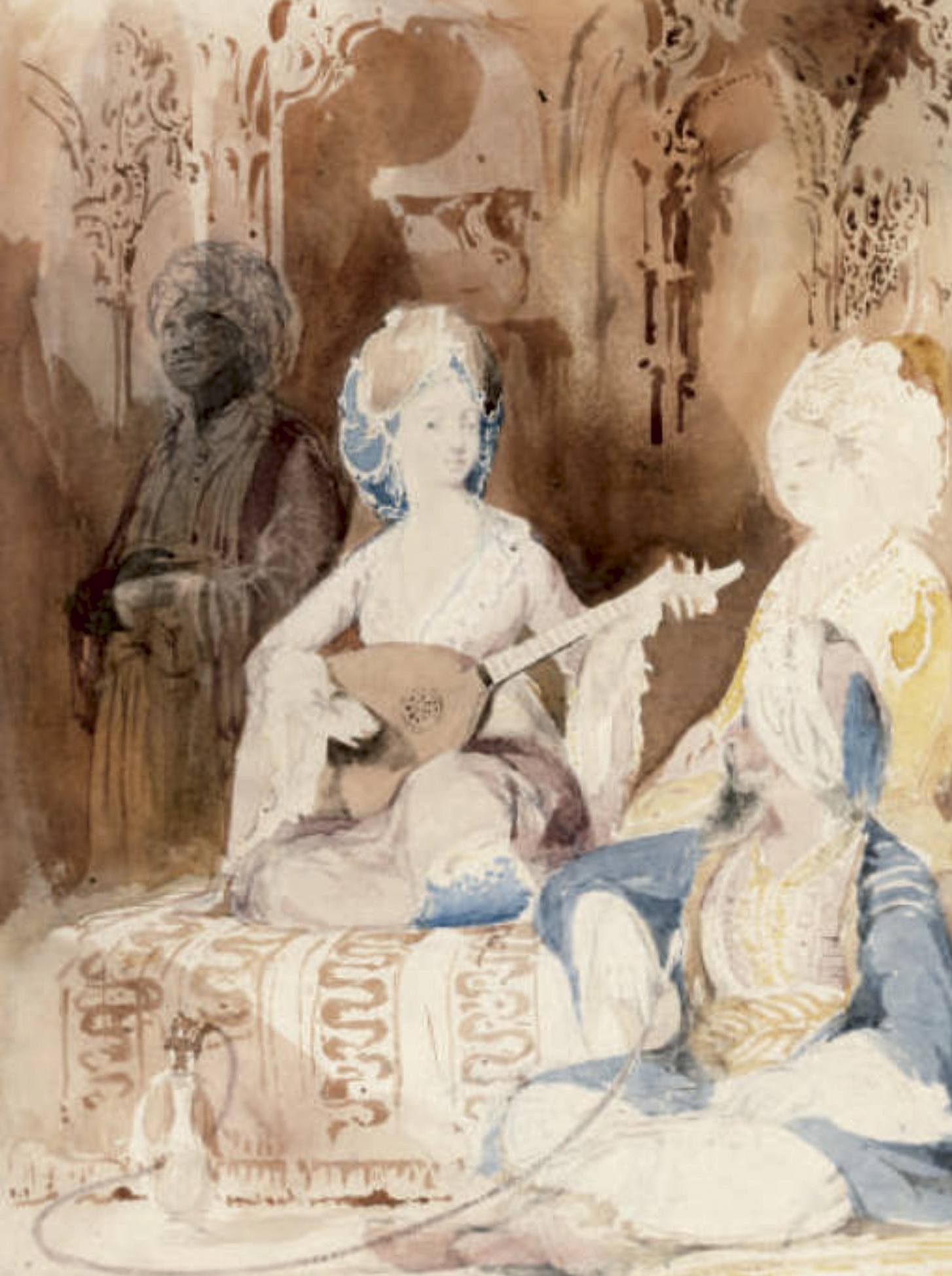
楽器を演奏するチェルケス人の女の子
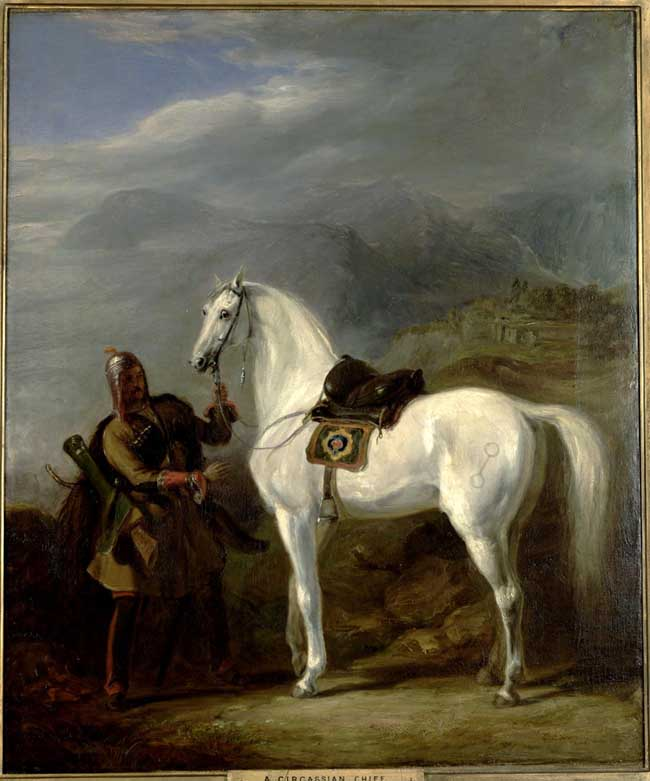
アディゲ人兵士(ウィリアム・アラン（英語版）、1843年
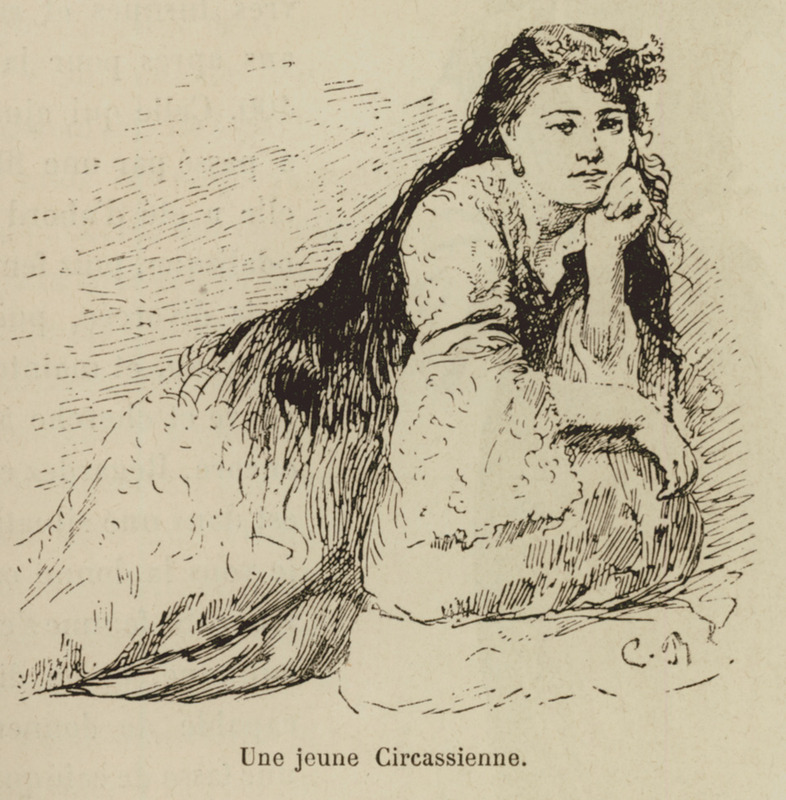
フランスのチェルケス人の少女
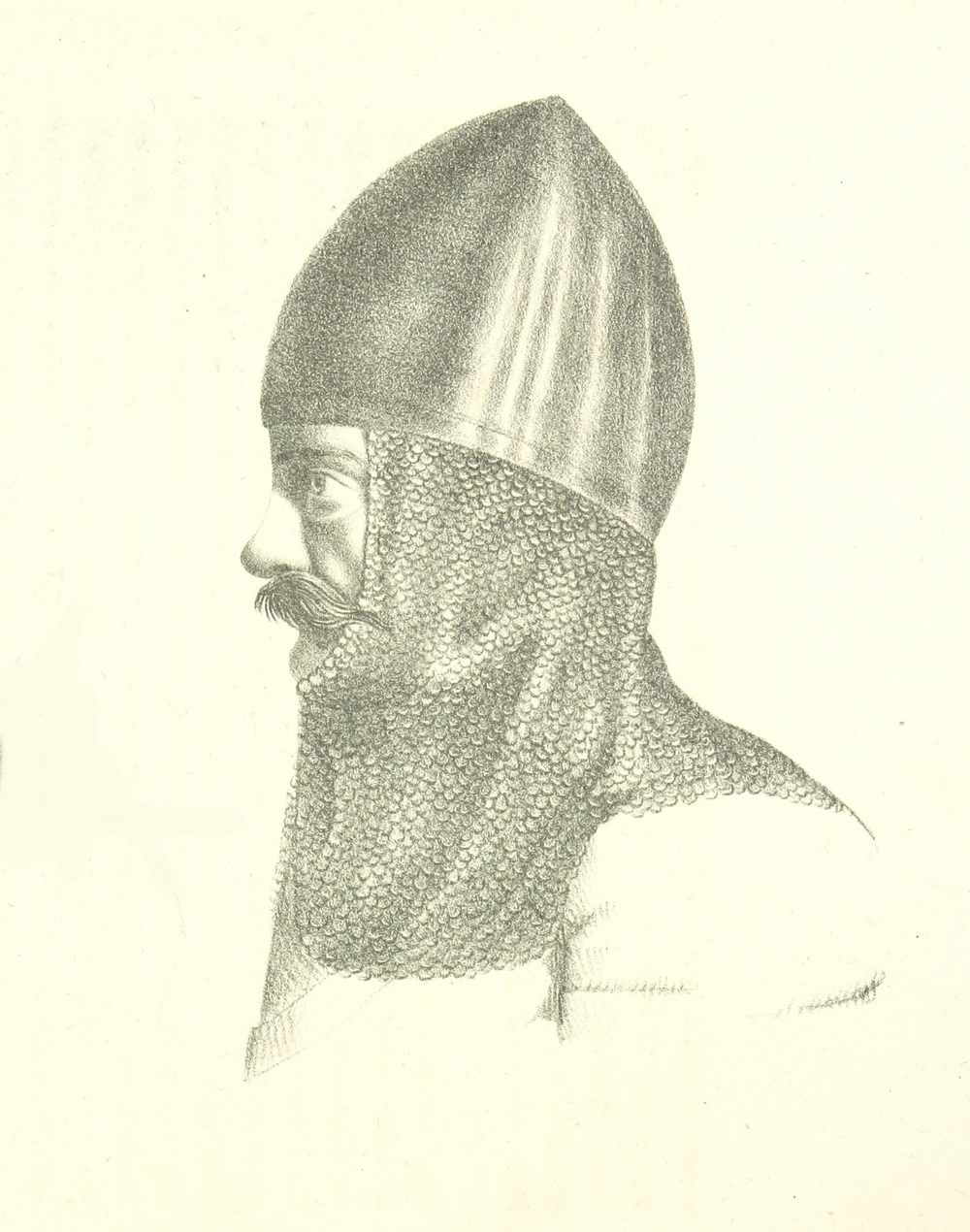
ロシア軍に従軍したチェルケス人、19世紀
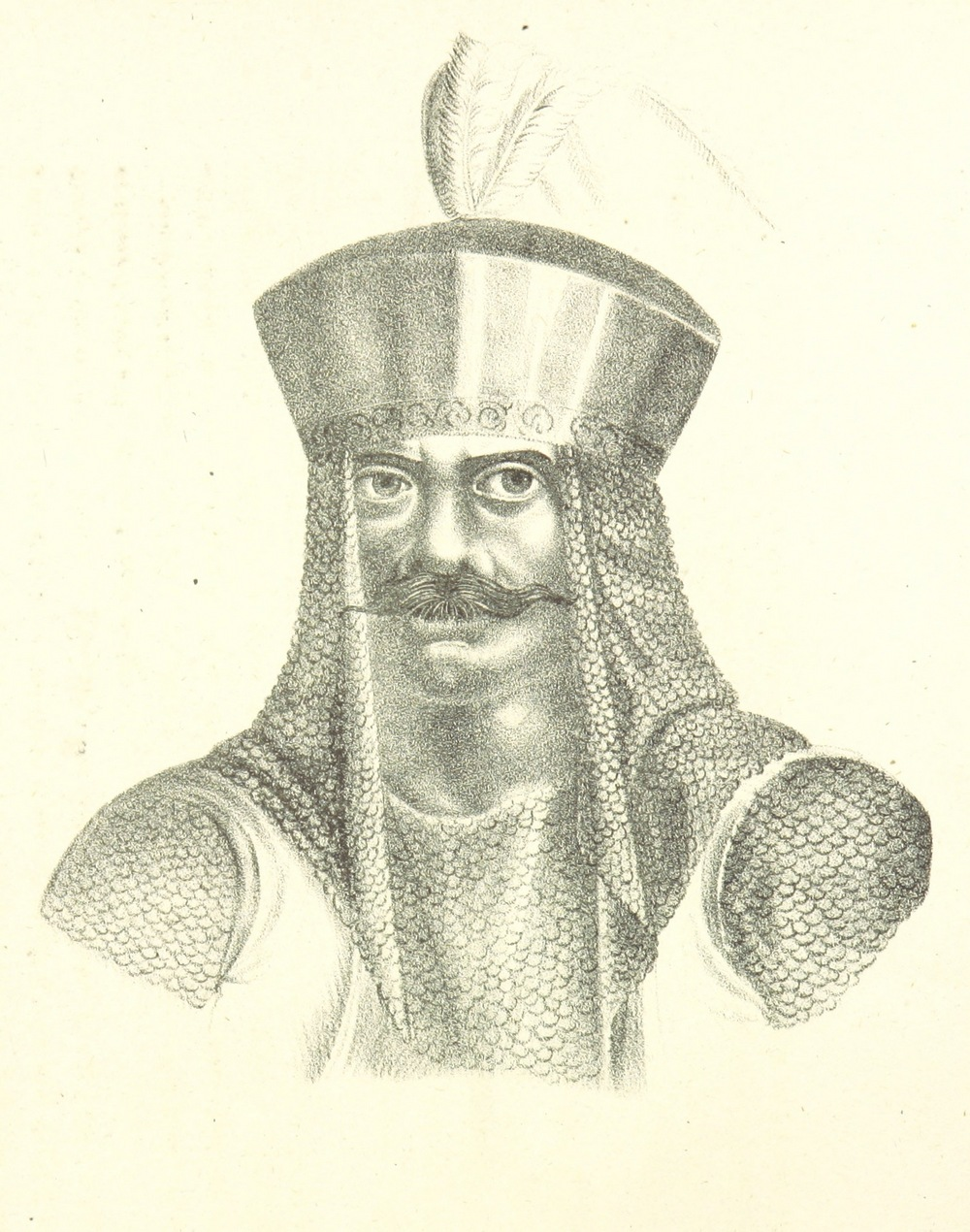
ロシア軍に従軍したチェルケス人、19世紀
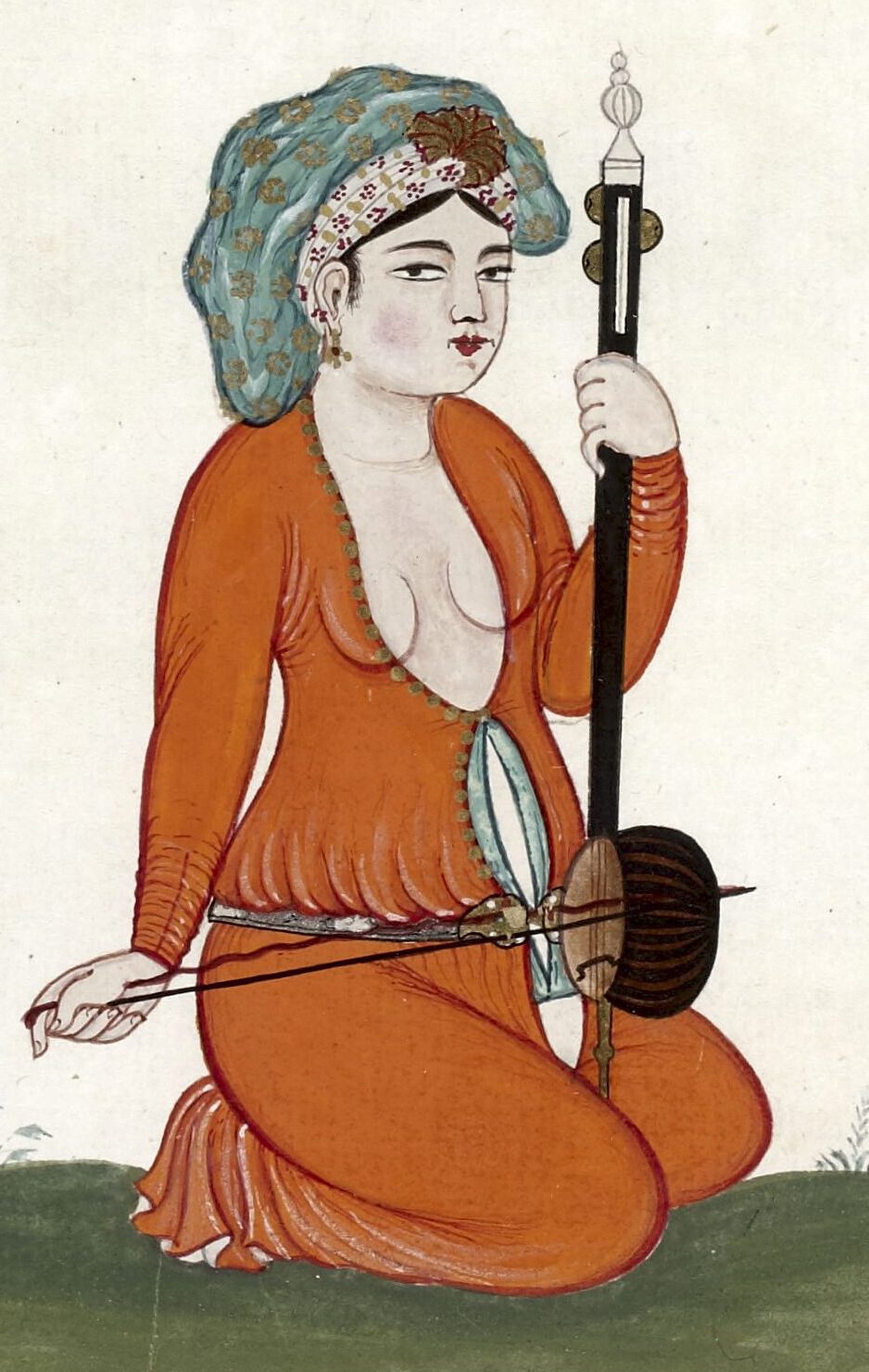
伝統的なチェルケス音楽の西洋イラスト
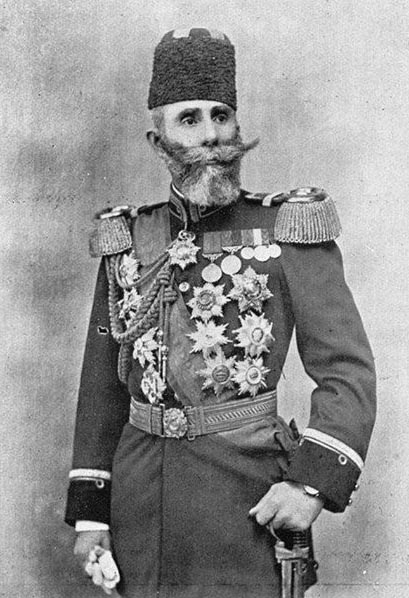
チェルケス出身のトルコ軍の宰相
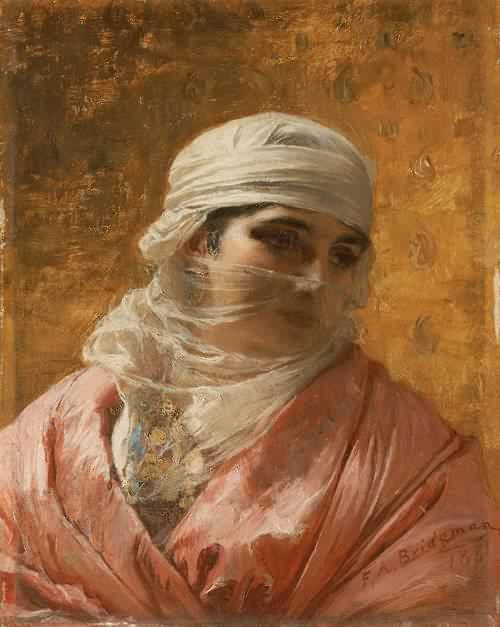
チェルケス人のイスラム教徒
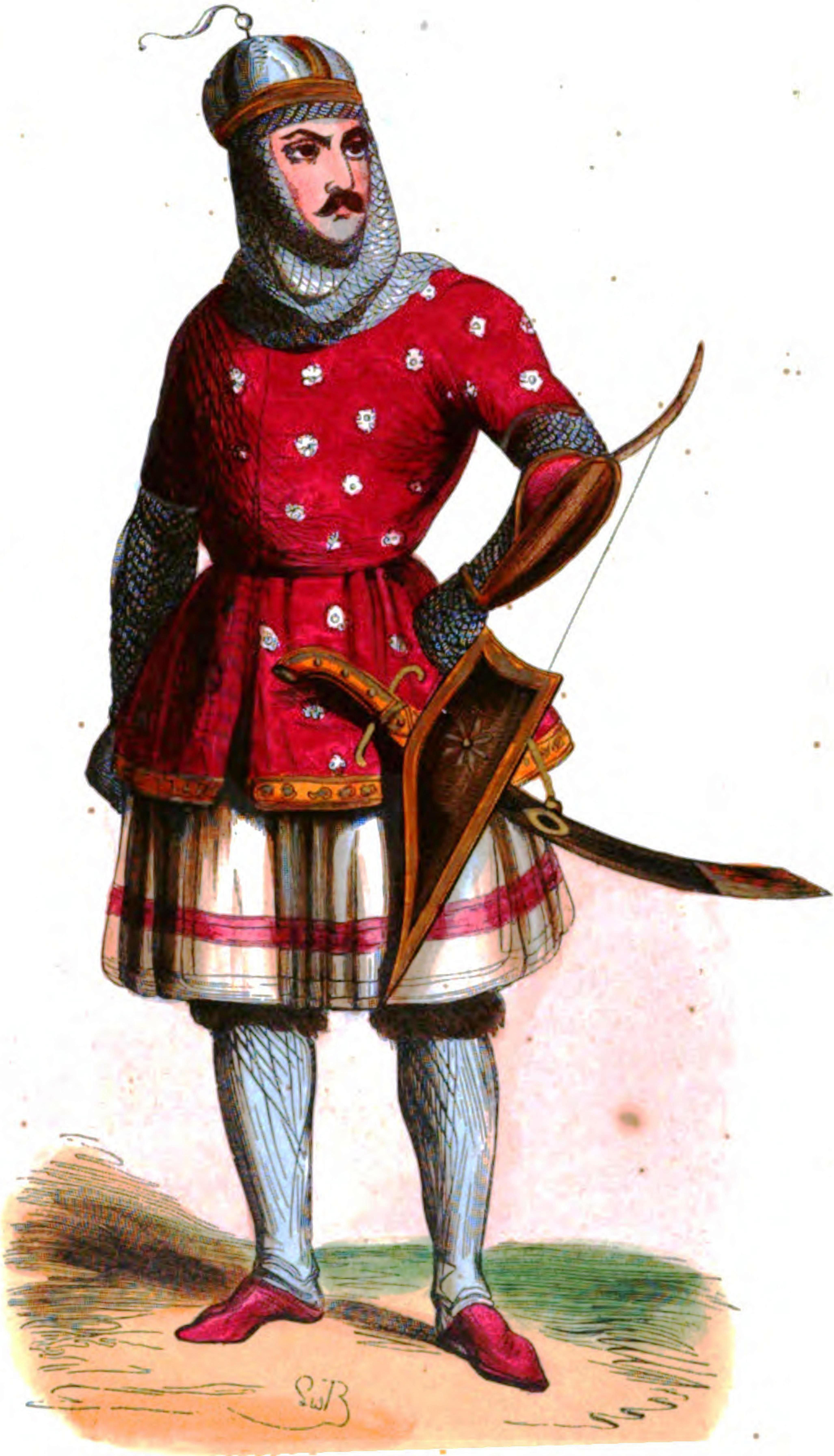
戦闘服を着たチェルケス王子、1843年の画像
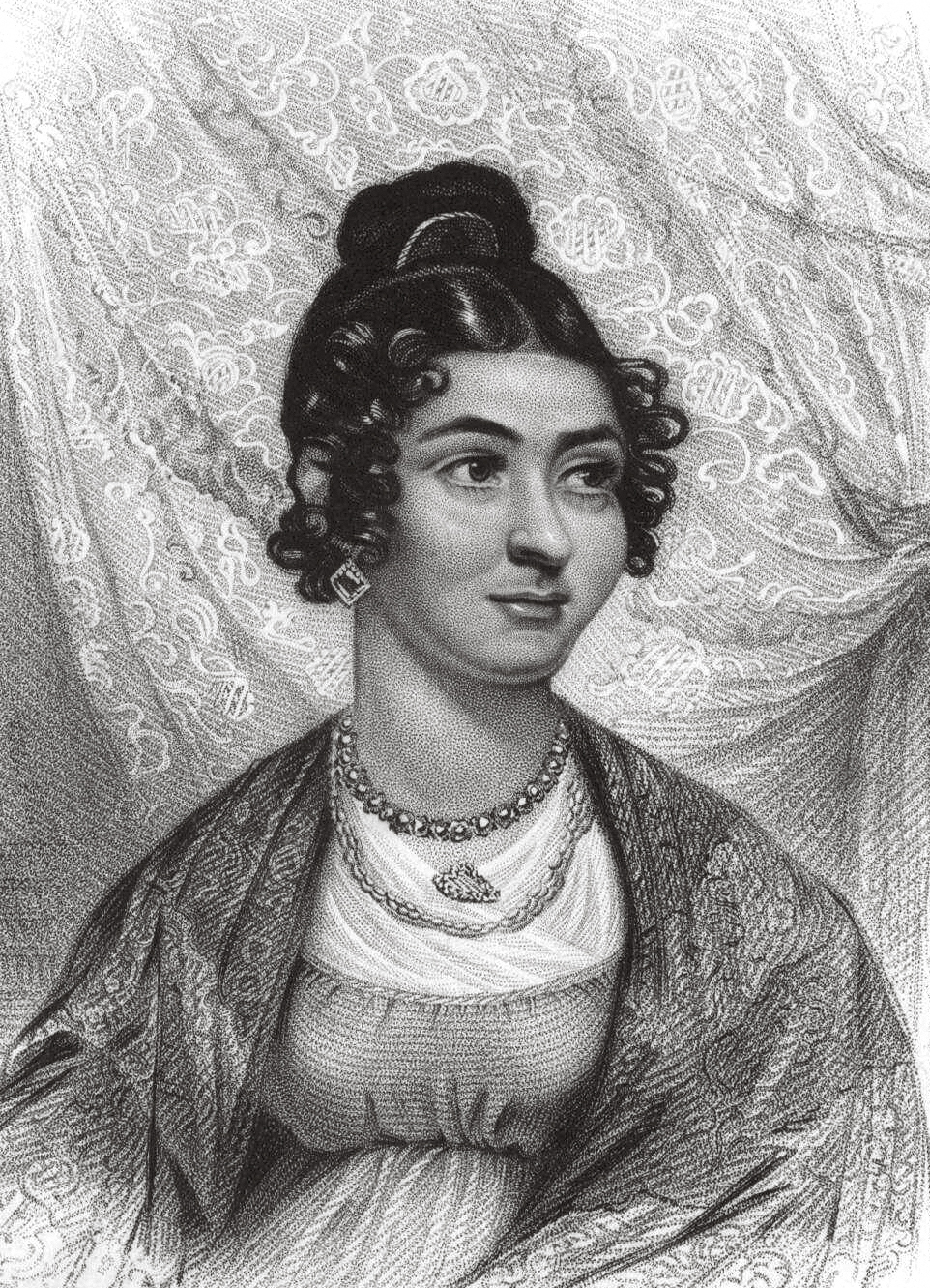
チェルケス人の女性
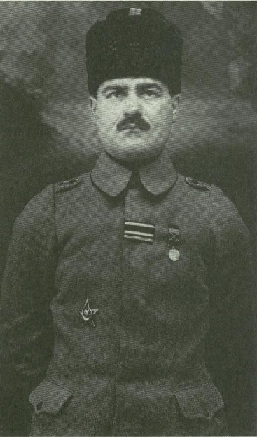
第一次世界大戦中のトルコ軍のチェルケス人兵士
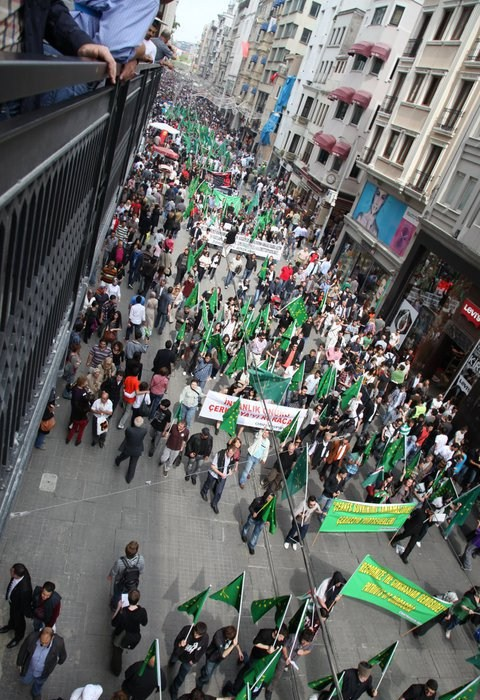
チェルケス人の行列
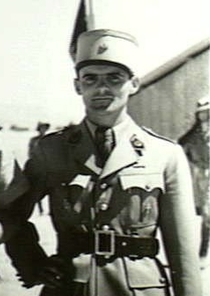
20世紀のアディゲ人男性
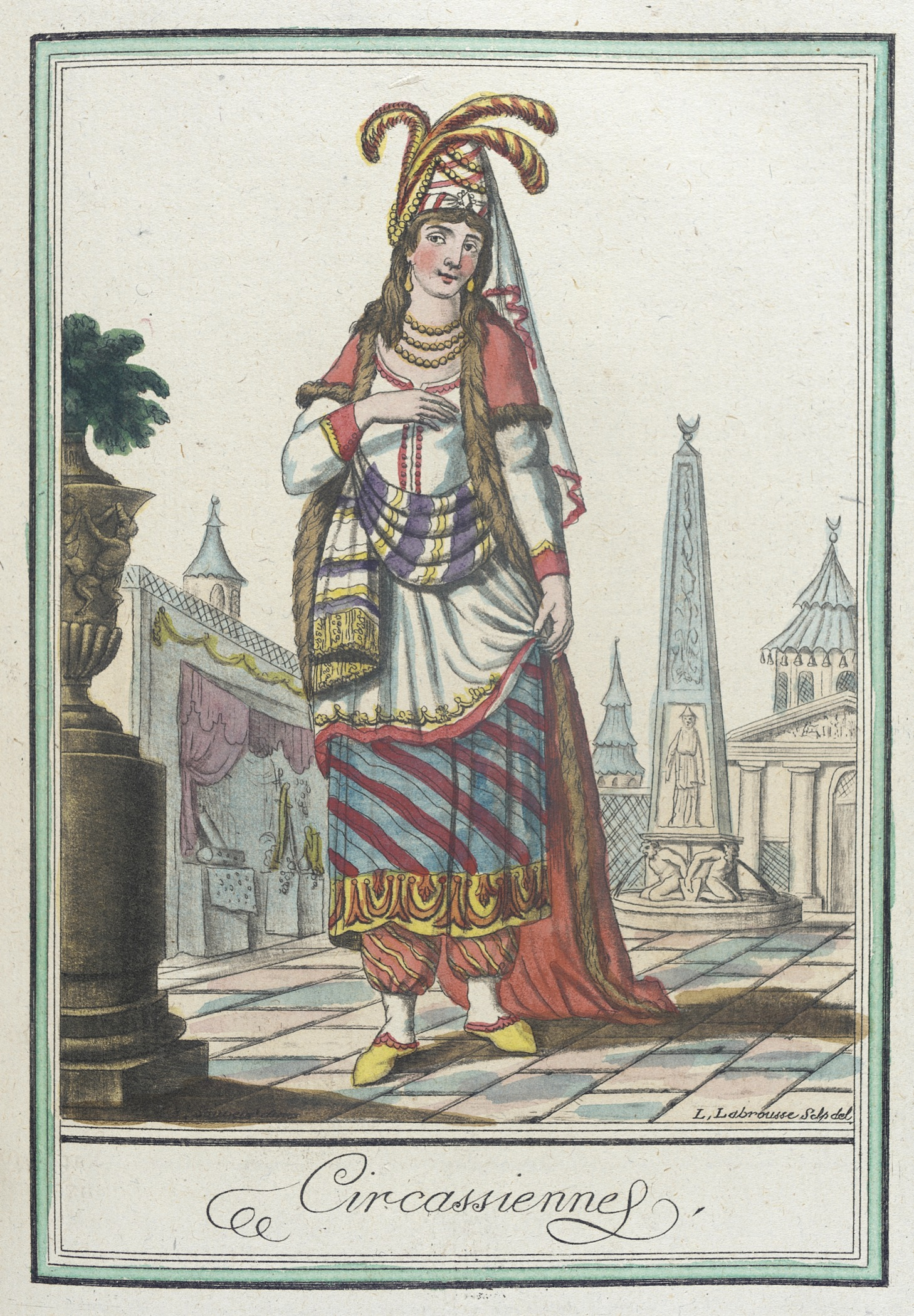
チェルケス人の女性
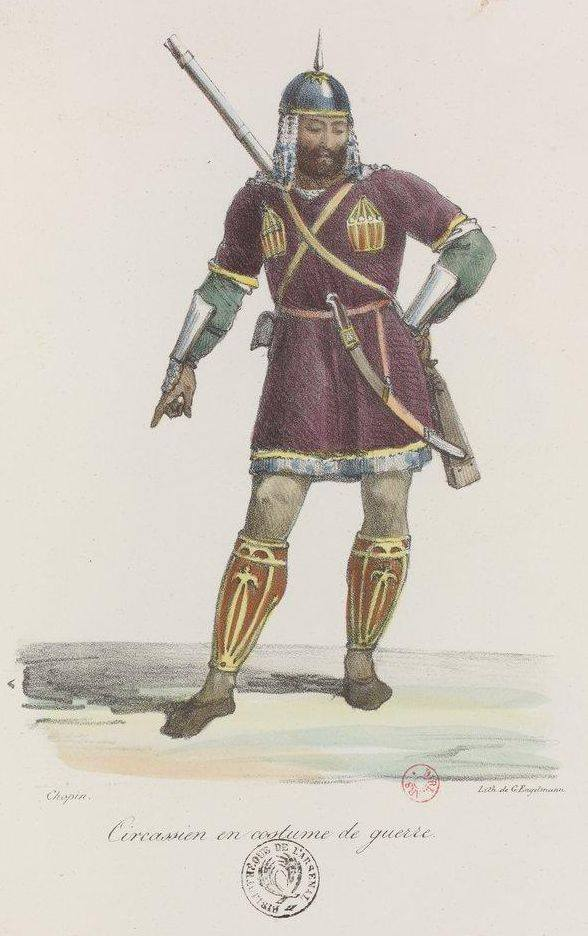
チェルケス軍の兵士、1824年
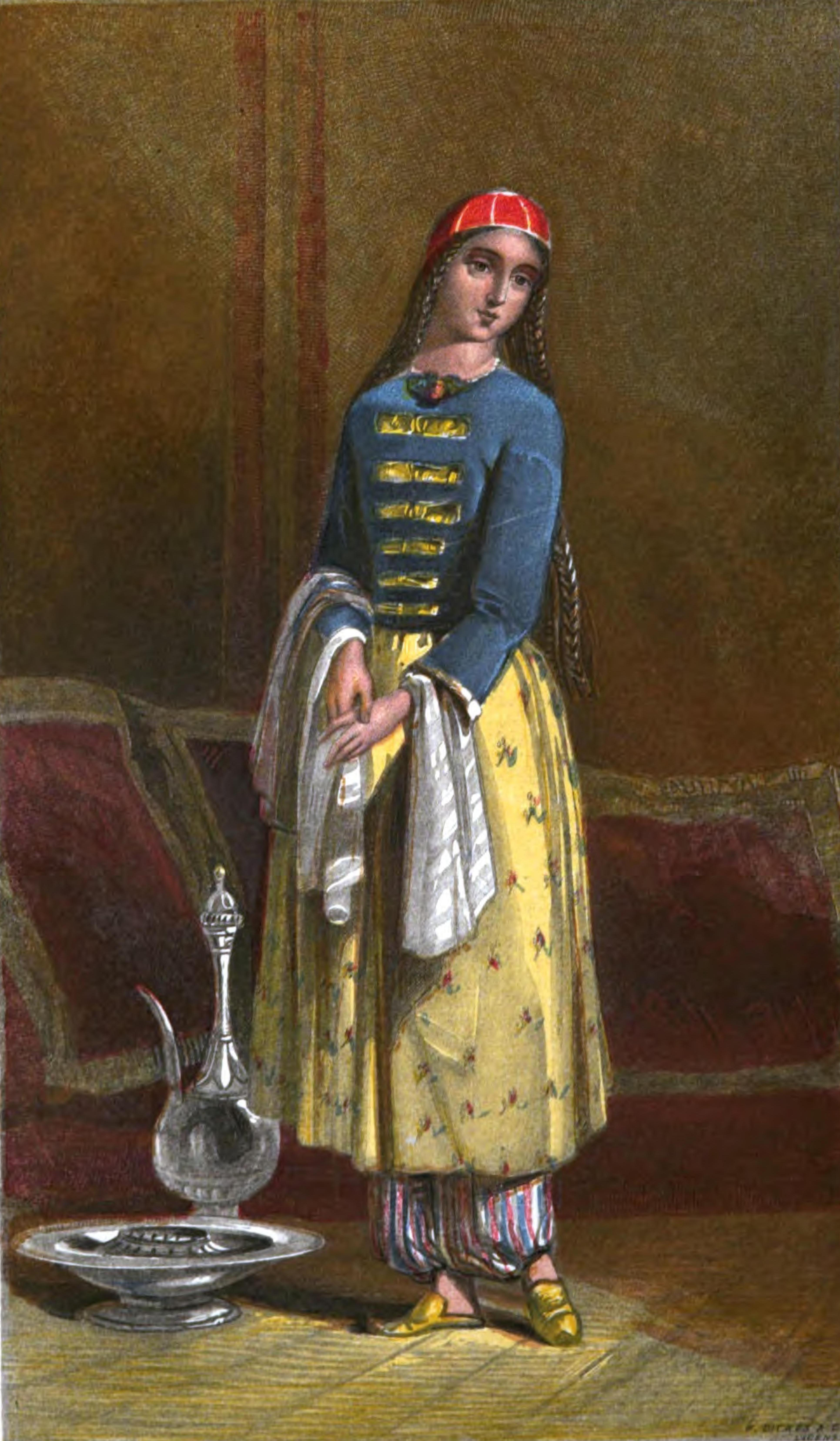
ロシアからトルコに移住したチェルケスク人
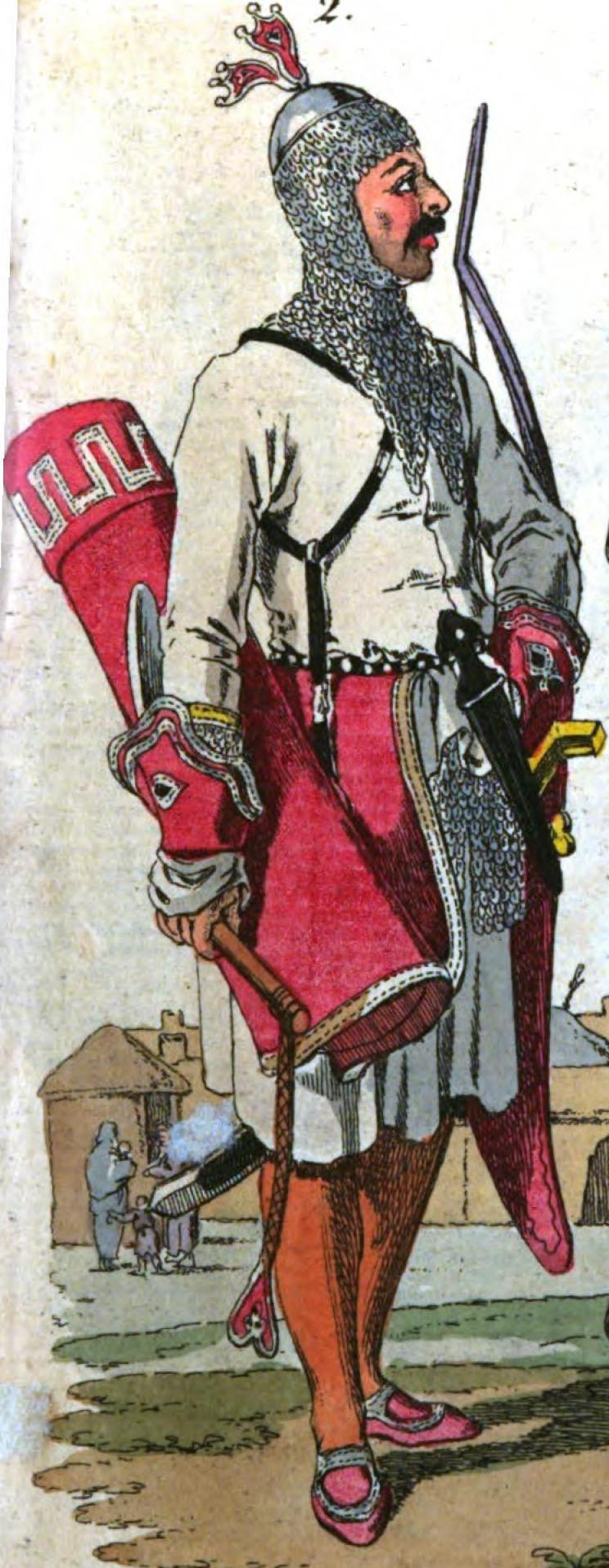
武装チェルケス人
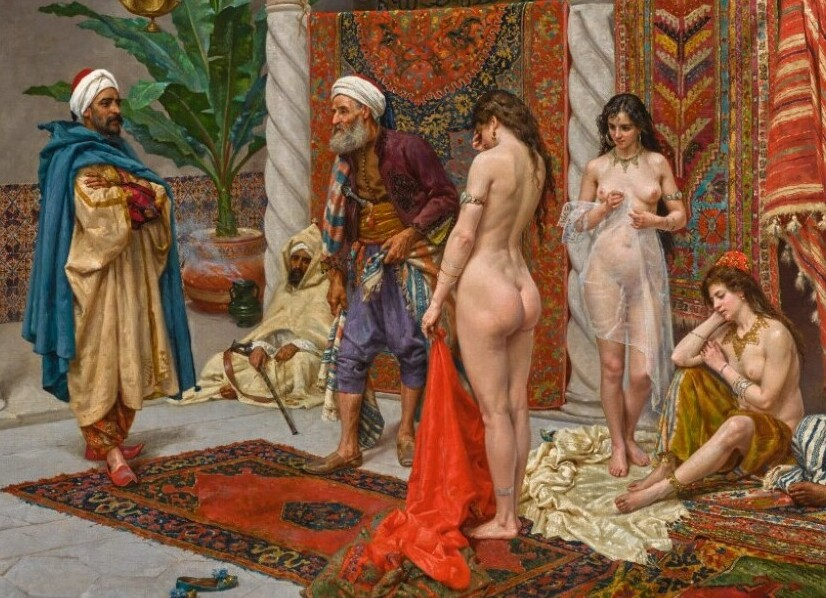
トルコ人がチェルケス人の奴隷を買う
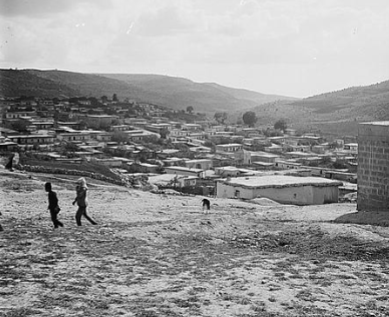
チェルケスの村、写真1900年
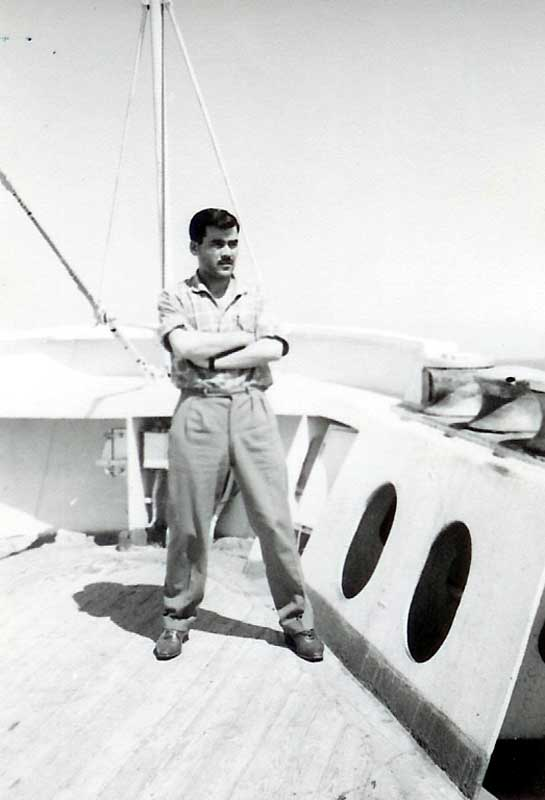
20世紀初頭のチェルケス人の航海者
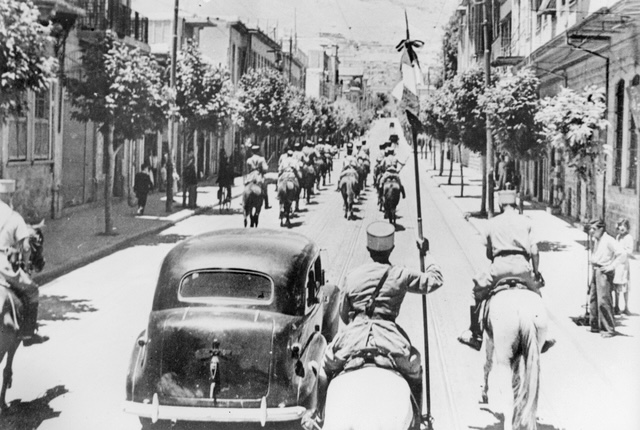
フランスのヴィシー政権のチェルケス人騎兵隊に先導されるジョージ・カトゥルー（英語版）将軍とポール・ジャンティオム（英語版）少将
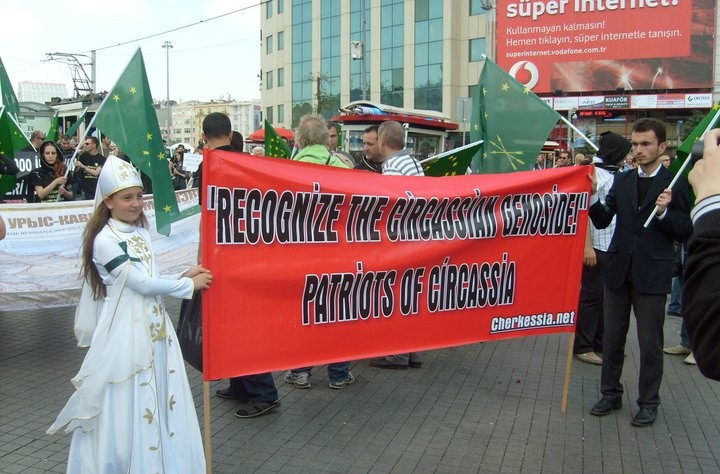
チェルケス人の抗議活動
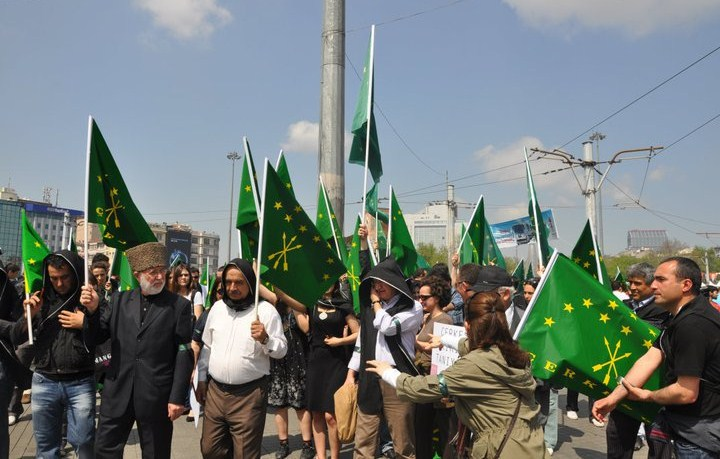
チェルケス人、ロシアから追放された祖先を思い出す
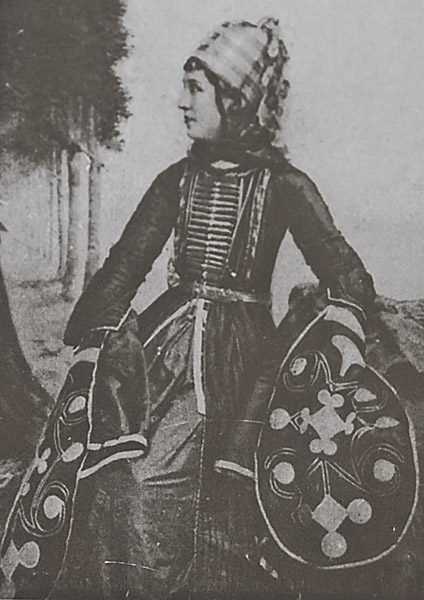
チェルケス人の妻、1910年の写真
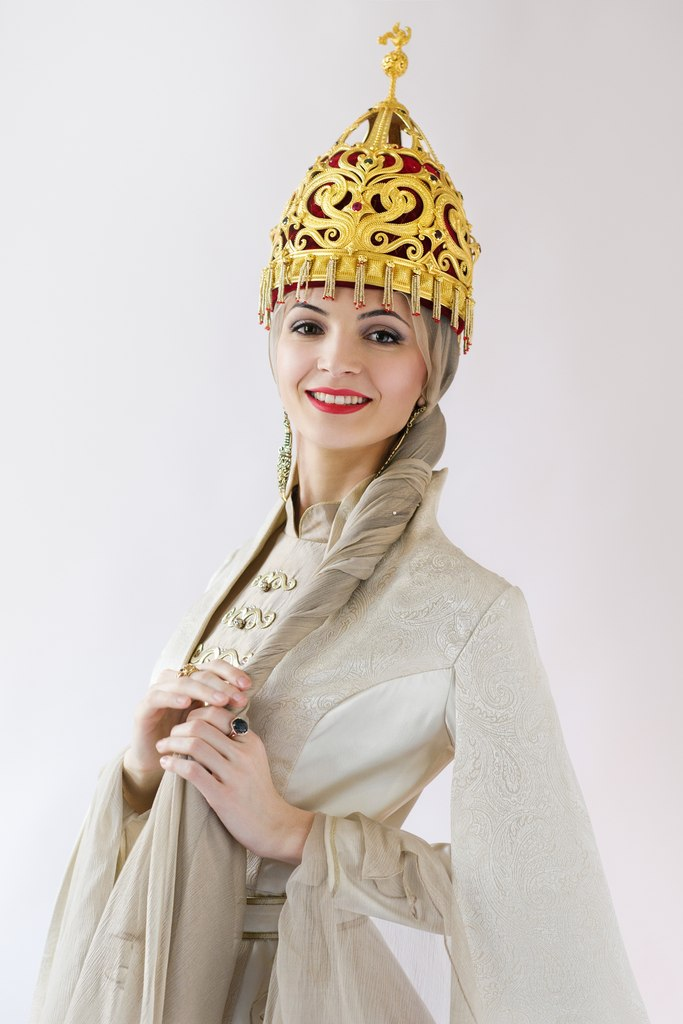
スーツを着たチェルケス人のベラ・クカン
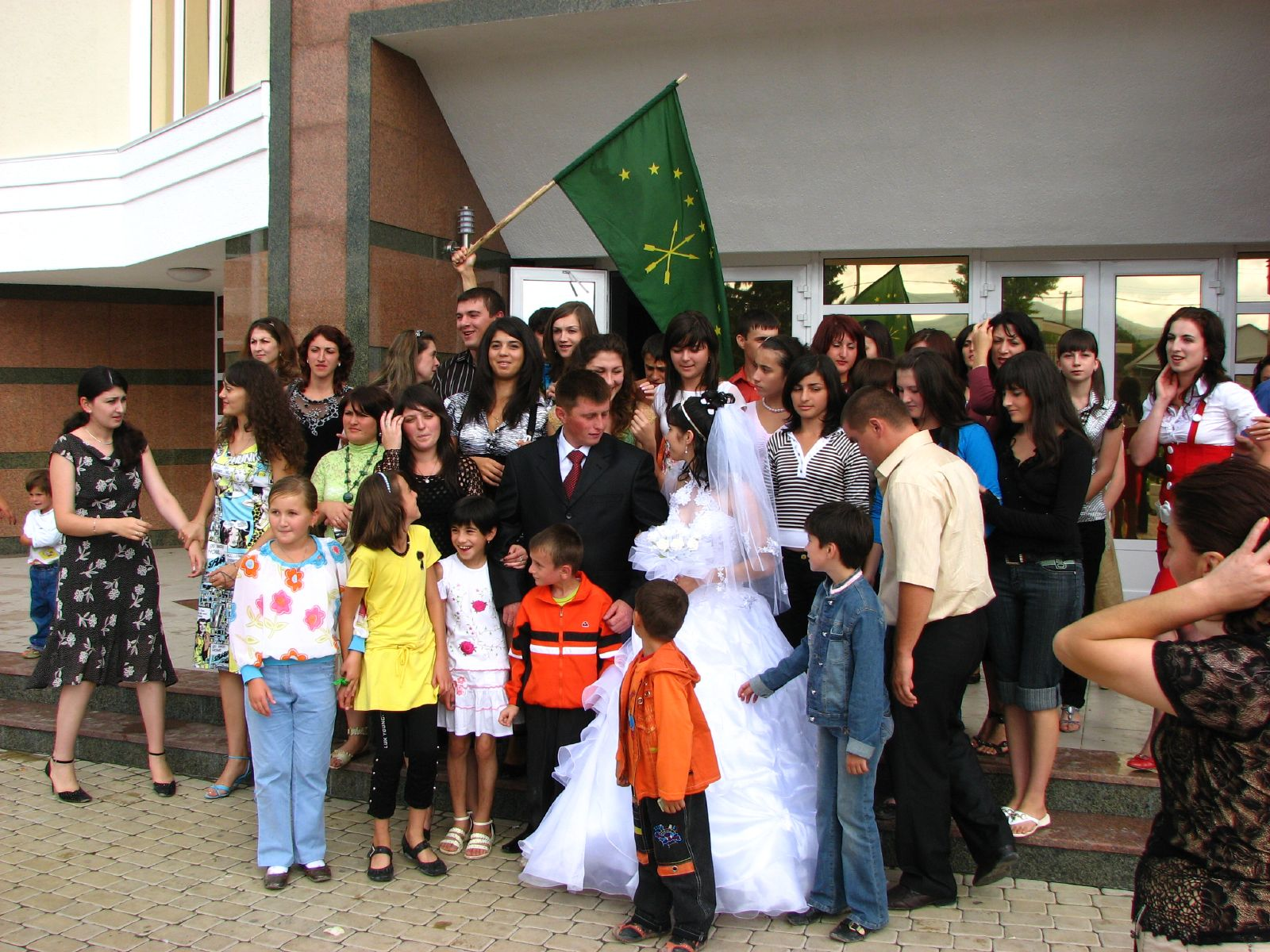
伝統的なチェルケス地方の結婚式
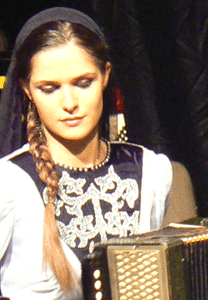
伝統衣装を纏うチェルケス人少女
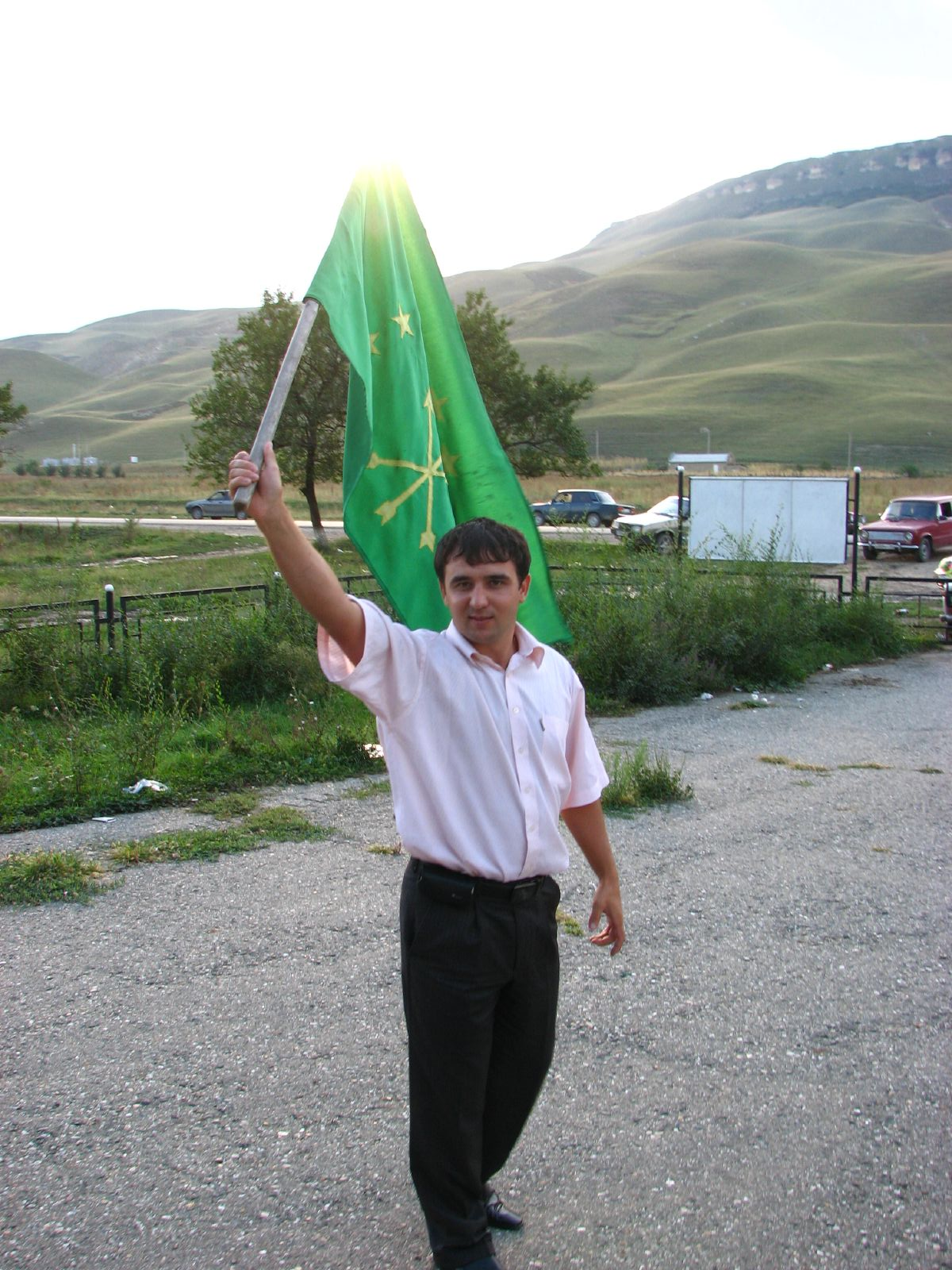
現代チェルケス風ムチン
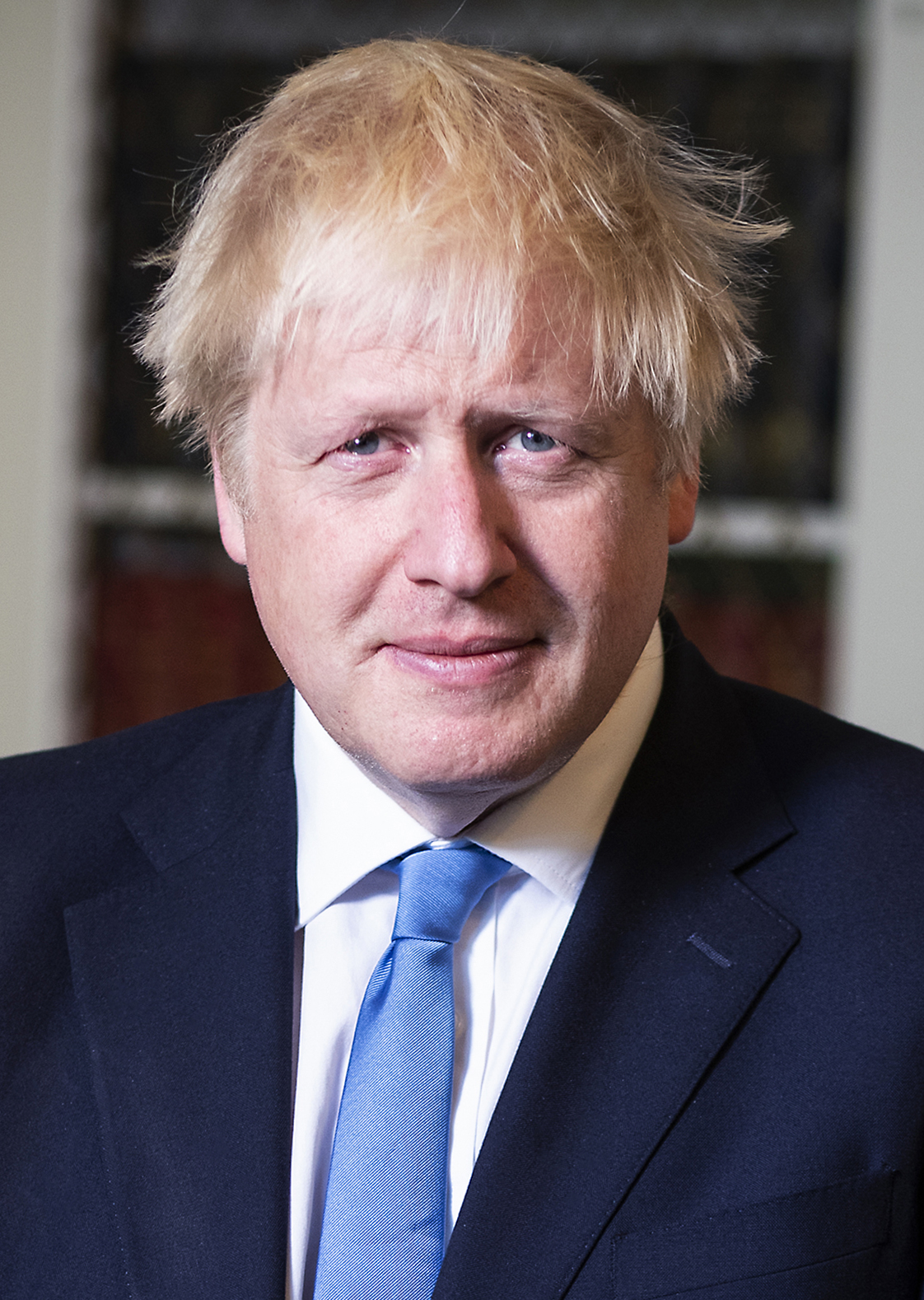
ジョンソンにはアディゲのルーツがある
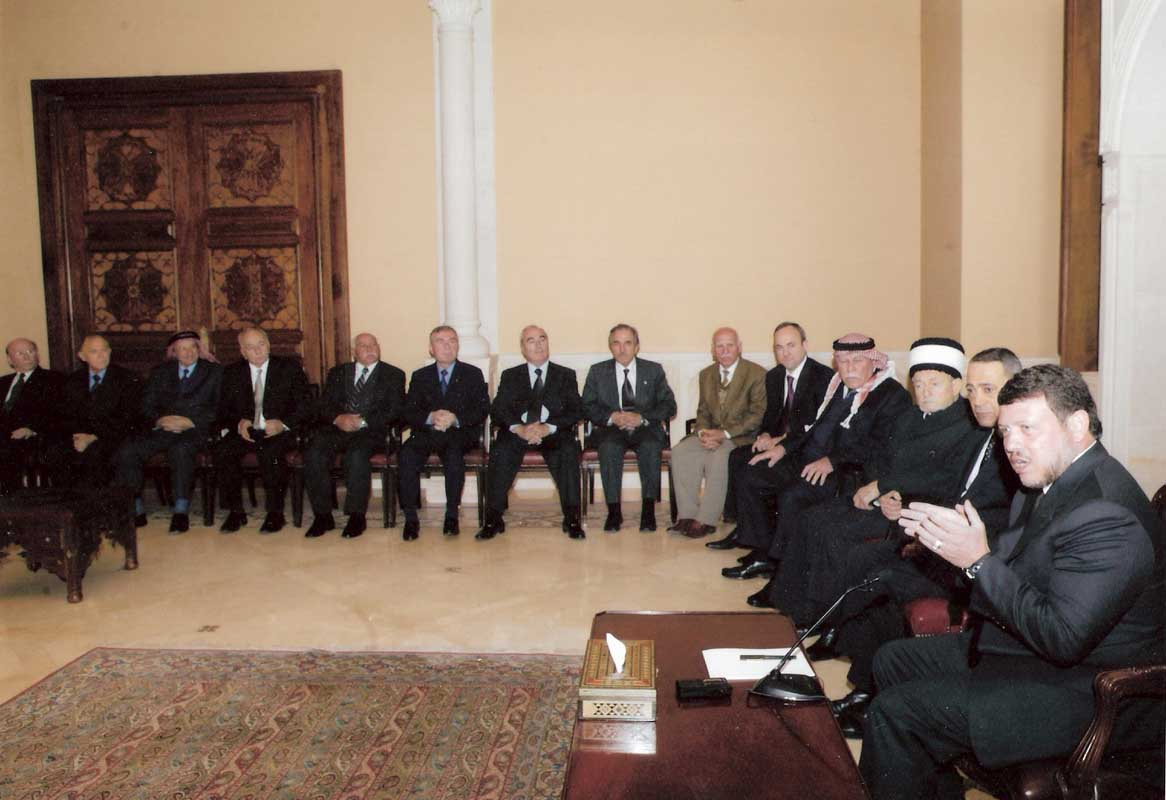
ヨルダンにおけるチェルケス人ディアスポラの会合
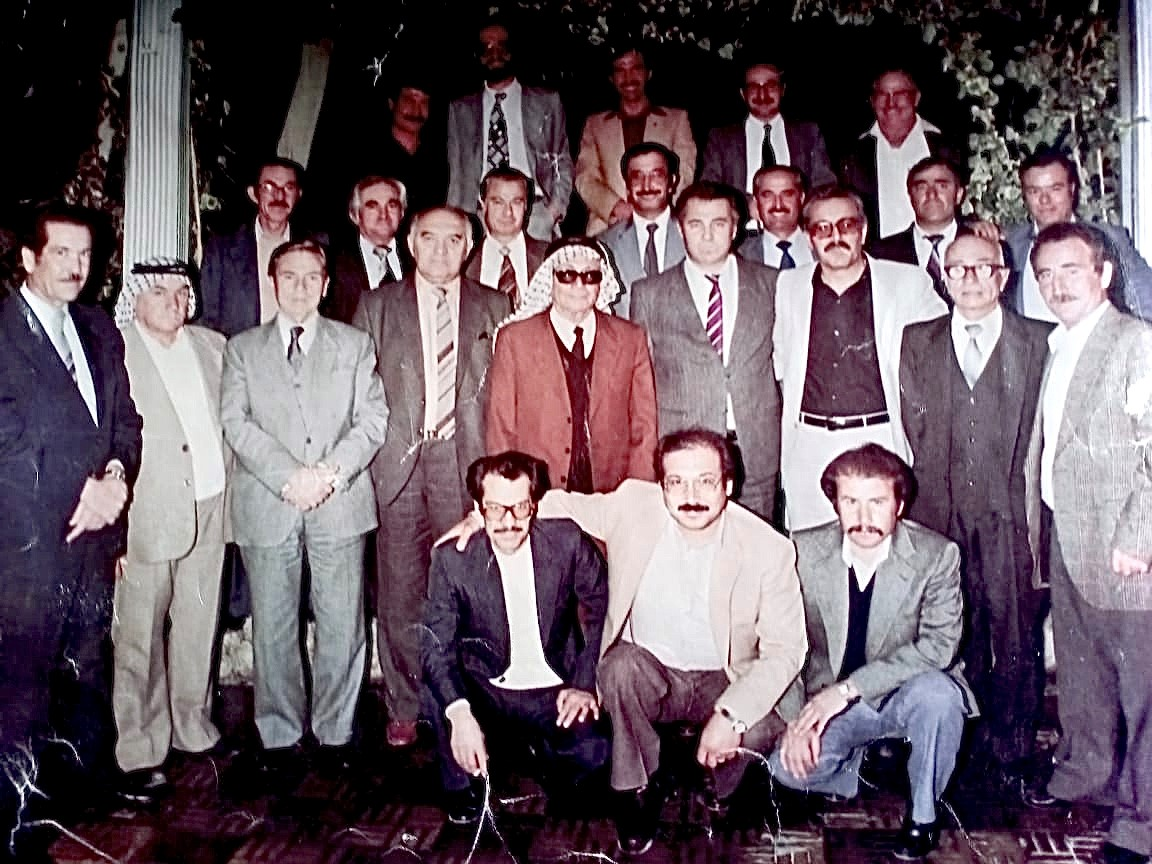
ニューヨークでのチェルケス人ディアスポラの集会

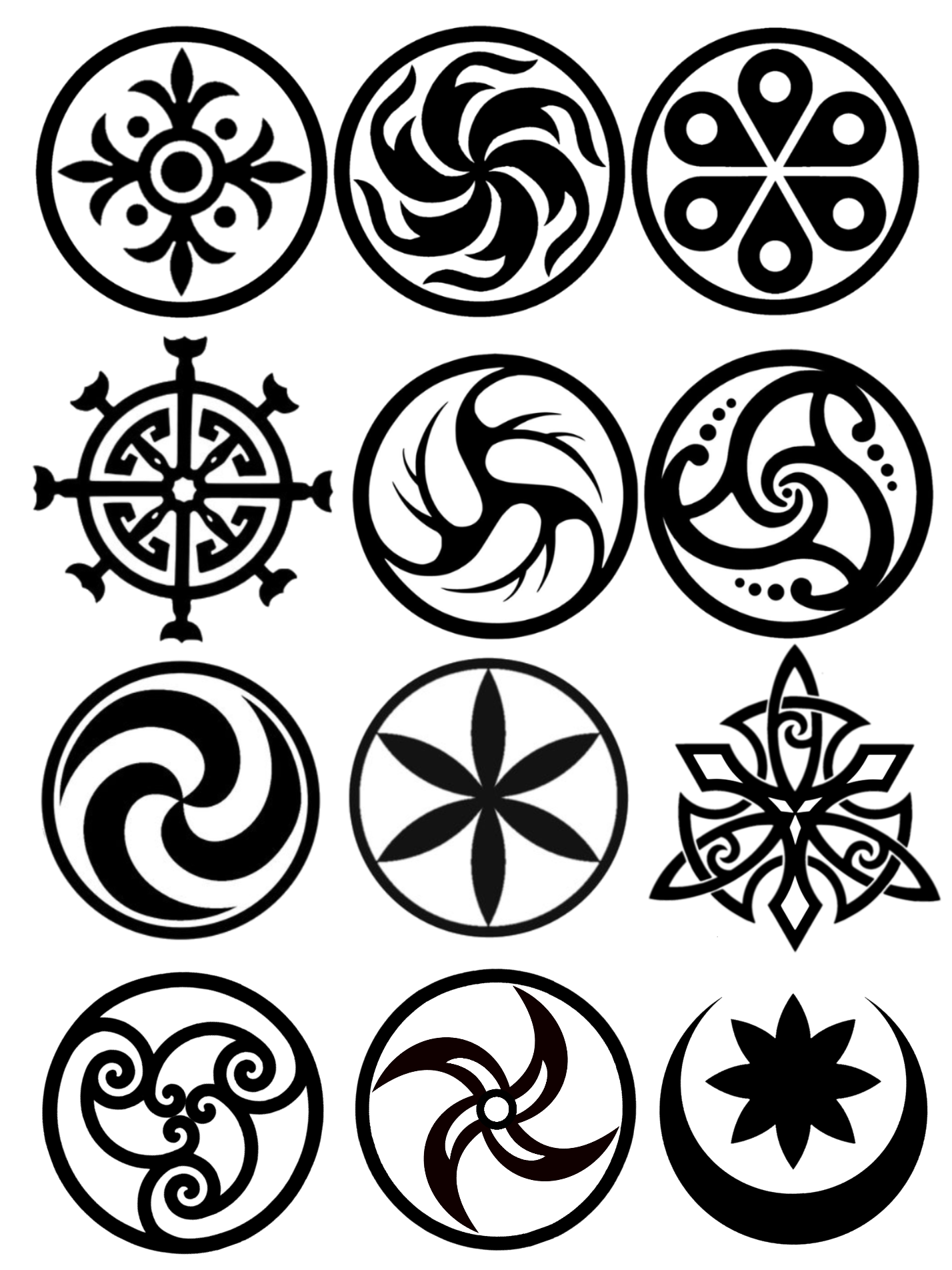
チェルケスの装飾シンボル

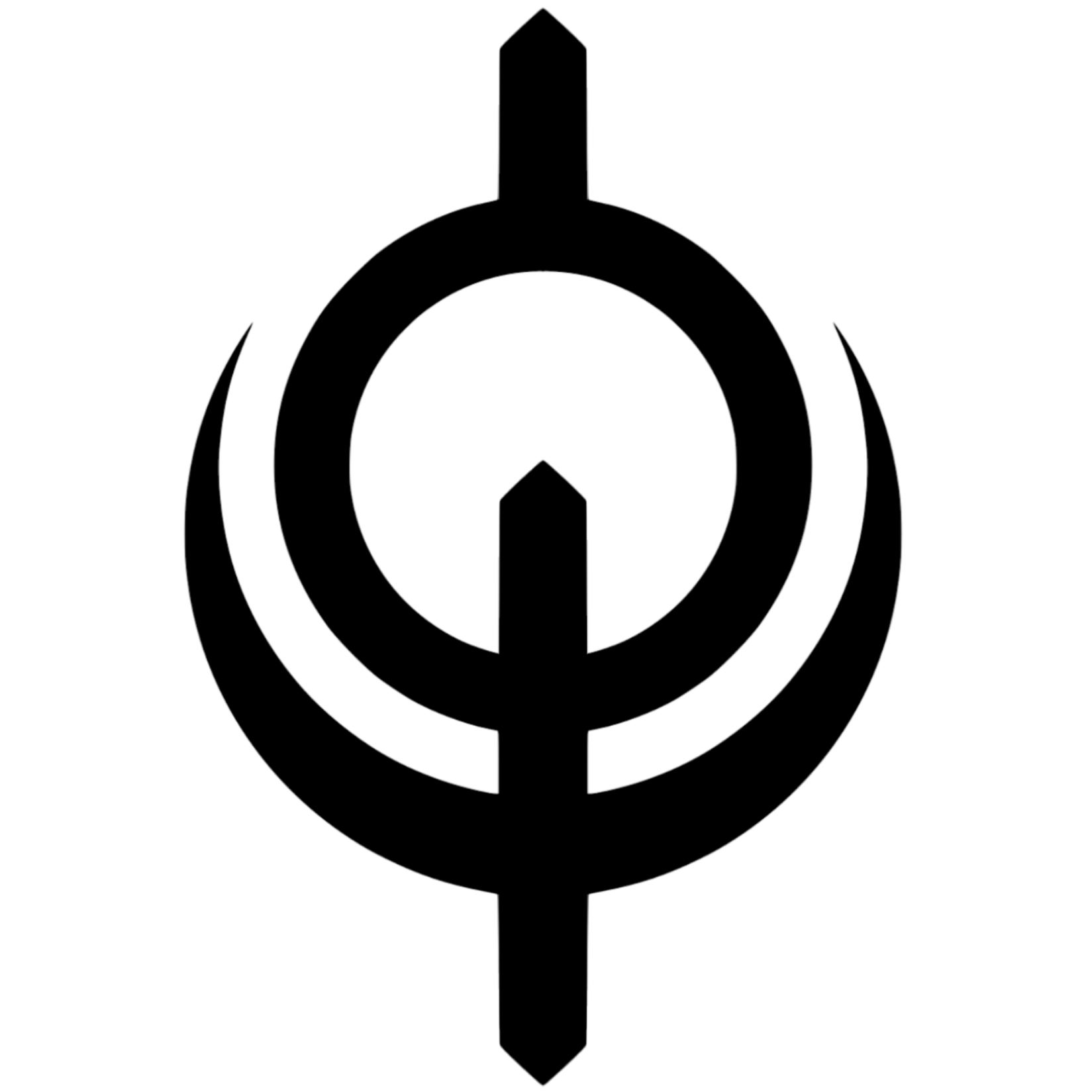
チェルケスの家族の紋章

## 参考資料
- Jaimoukha, Amjad, The Circassians: A Handbook; New York, Palgrave, 2001; London, Routledge Curzon, 2001. ISBN 978-0-312-23994-7.
- Jaimoukha, Amjad, Circassian Culture and Folklore: Hospitality Traditions, Cuisine, Festivals & Music (Kabardian, Cherkess, Adigean, Shapsugh & Diaspora), Bennett and Bloom, 2010.
- Bell, James Stanislaus, Journal of a residence in Circassia during the years 1837, 1838, and 1839 .
- Richmond, Walter. The Circassian Genocide, Rutgers University Press, 2013. ISBN 978-0-8135-6069-4